# Montmeyan
Cet article possède un paronyme, voir Montmélian.
Montmeyan est une commune française située dans le département du Var en région Provence-Alpes-Côte d'Azur.

## Géographie

### Géologie et relief
Montmeyan est un village médiéval fortifié,, bâti à 504 mètres d’altitude sur un promontoire rocheux. Il domine une plaine étroite bordée de plateaux boisés, à proximité des gorges du Verdon et du lac de Sainte-Croix.
Les tours des remparts continuent de surplomber ce village au charme véritable avec des rues étroites et encaissées, des passages voûtés, des traverses en escaliers et des arcs de soutènement. Au noyau médiéval regroupé sur la butte s’est ajoutée une agglomération développée en éventail sur le haut de la pente orientale, du côté le moins abrupt, le mieux abrité du vent et le plus proche de la route. Depuis le village, en direction du Nord-Est, s'offre un paysage d'une rare beauté avec le mont Chiran et le Mourre de Chanier qui restent enneigés tout l'hiver.
La superficie de la commune est de 3 943 hectares dont 1 768 hectares de forêt communale et 254 hectares en forêt domaniale de Pélenc. Ces espaces boisés font partie de la région forestière « Plateaux de Provence ». Les peuplements sont des taillis de chêne pubescent (90 %), chêne vert (9 %) et autres feuillus (1 %) avec quelques résineux (pin d'Alep et pin maritime),.
Le territoire comporte plusieurs zones naturelles d'intérêt écologique, faunistique et floristique :
- La forêt de Pélenc,
- Les bois de Malassoque et de La Roquette,
- Le Verdon et ses versants boisés.

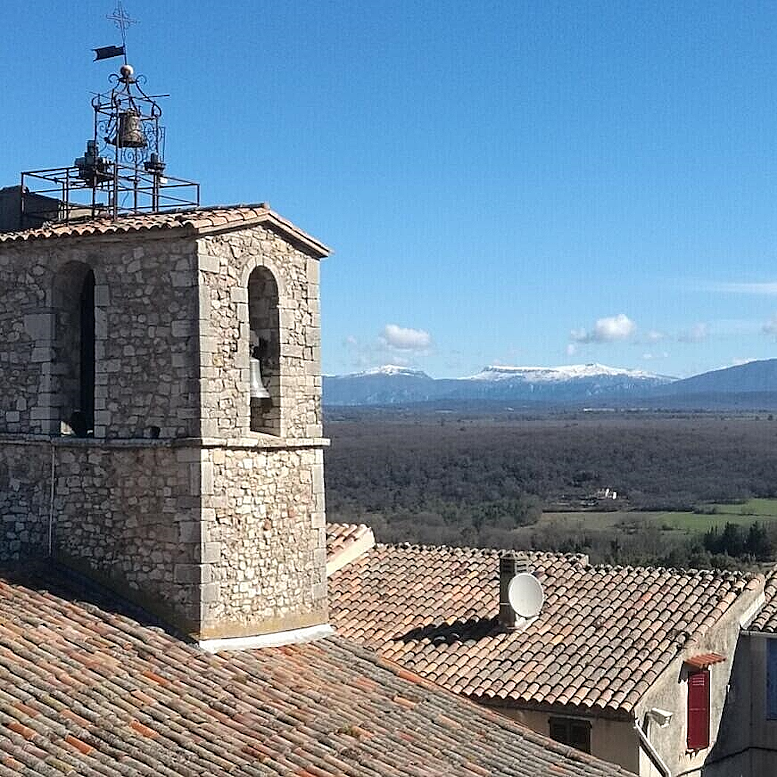
Le mont Chiran et le Mourre de Chanier au nord-est du clocher, mars 2025.
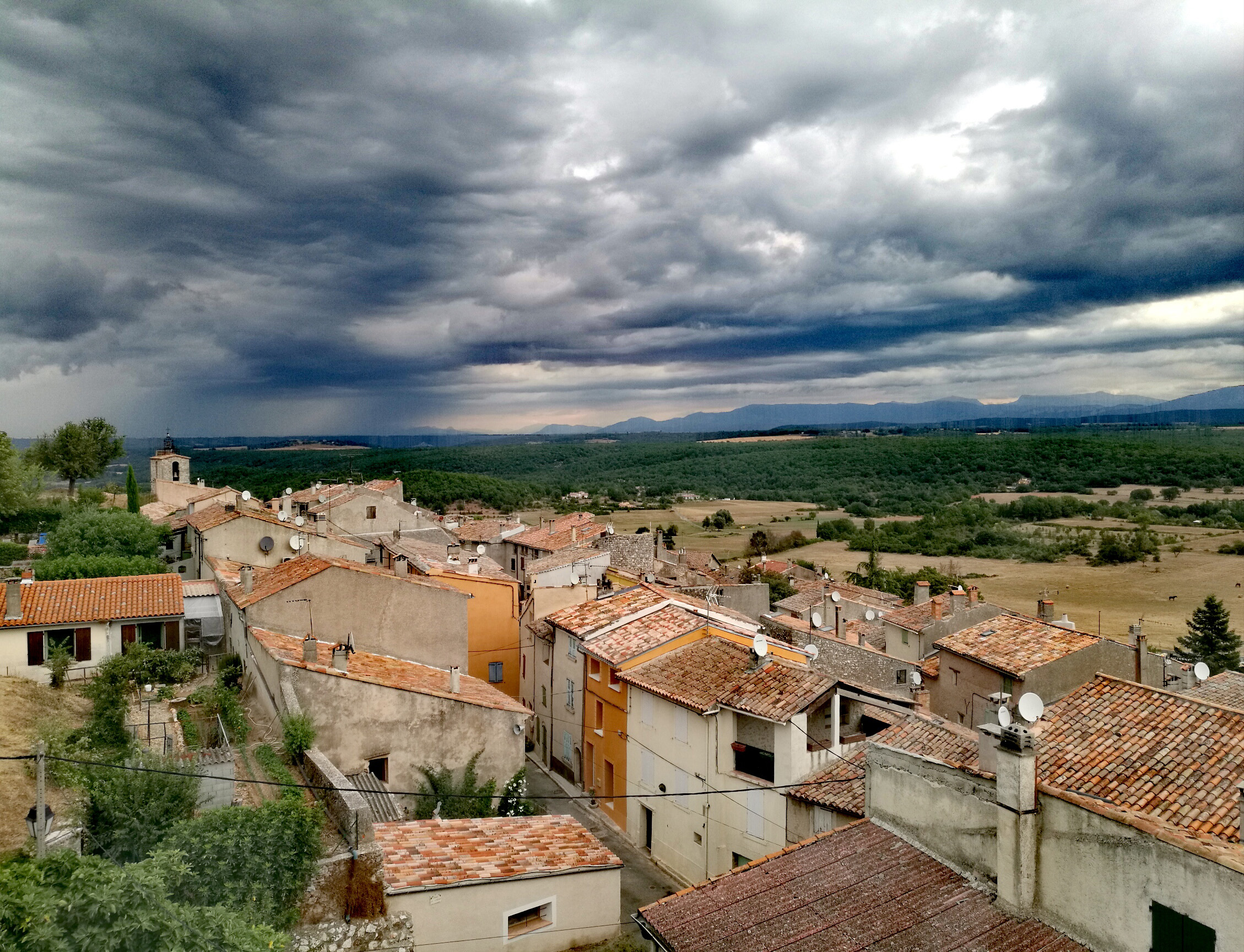
Sur les toits du village, août 2017.
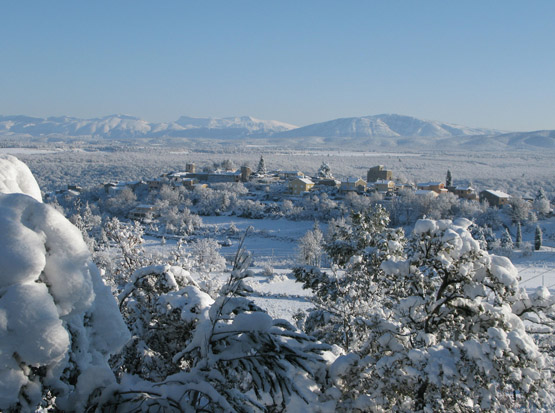
Sous la neige, février 2012.
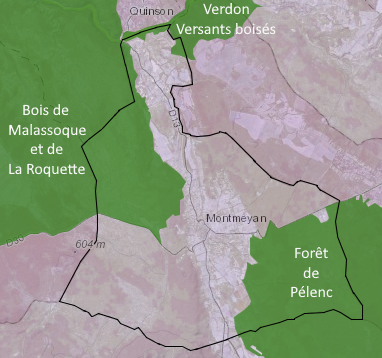
Zones naturelles ZNIEFF.
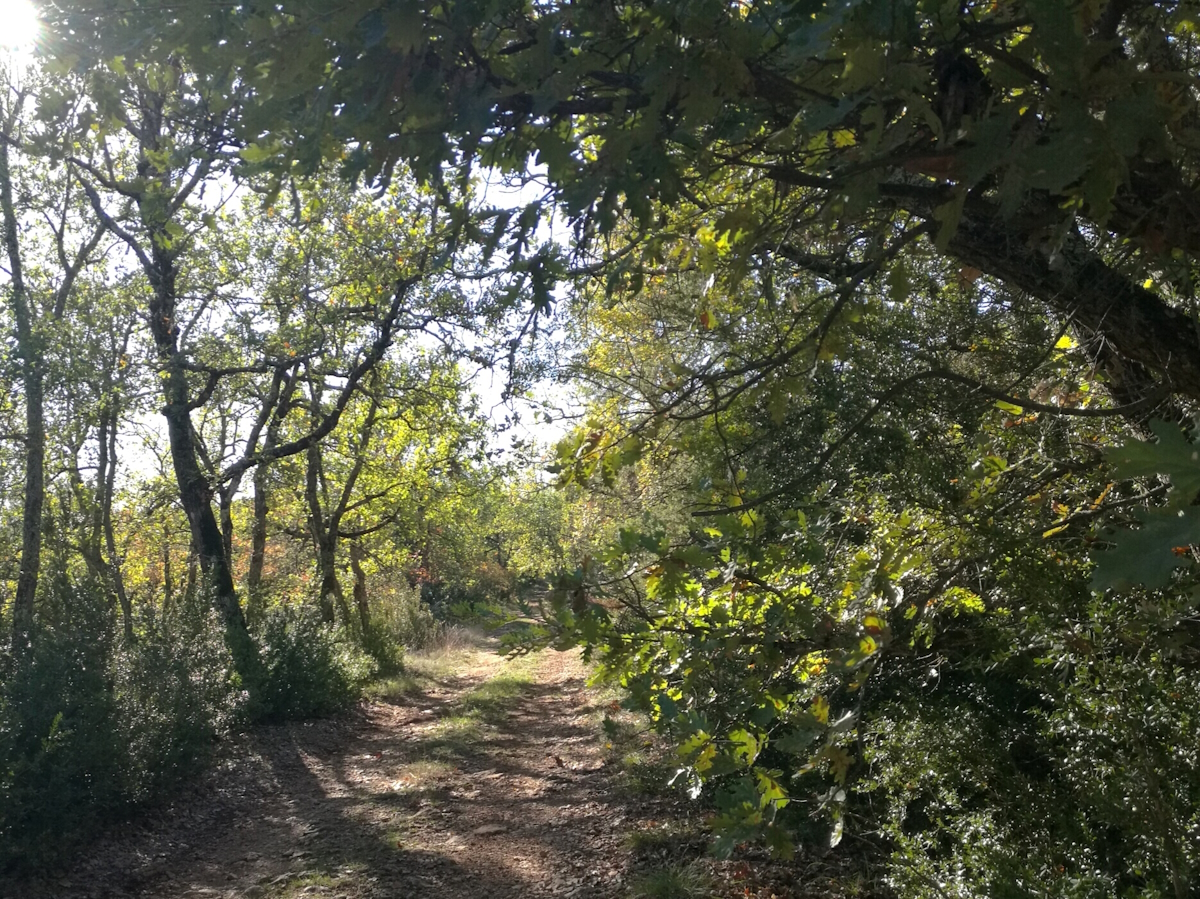
Bois de Malassoque, novembre 2023.

Le synclinal de Montmeyan est un fossé d’effondrement orienté nord-sud, attribué au premier mouvement alpin de l’Oligocène, qui s’étend sur 12 km entre Quinson et Fox-Amphoux. Il est rempli d’argiles rouges de l’Éocène inférieur, subdivisées en deux masses par un banc de calcaire lacustre.
Dans cette plaine étroite, bordée de failles calcaires, affleurent des roches sédimentaires d’âge Jurassique et Crétacé. Ces roches renferment des fossiles rares : œufs de dinosaures, ammonites, oursins, cérithes, bivalves et brachiopodes.
Le village est situé sur une bande allongée de Jurassique supérieur en plein milieu du fossé tertiaire. C'est une klippe qui provient du bord ouest du fossé, preuve du chevauchement de cette bordure.

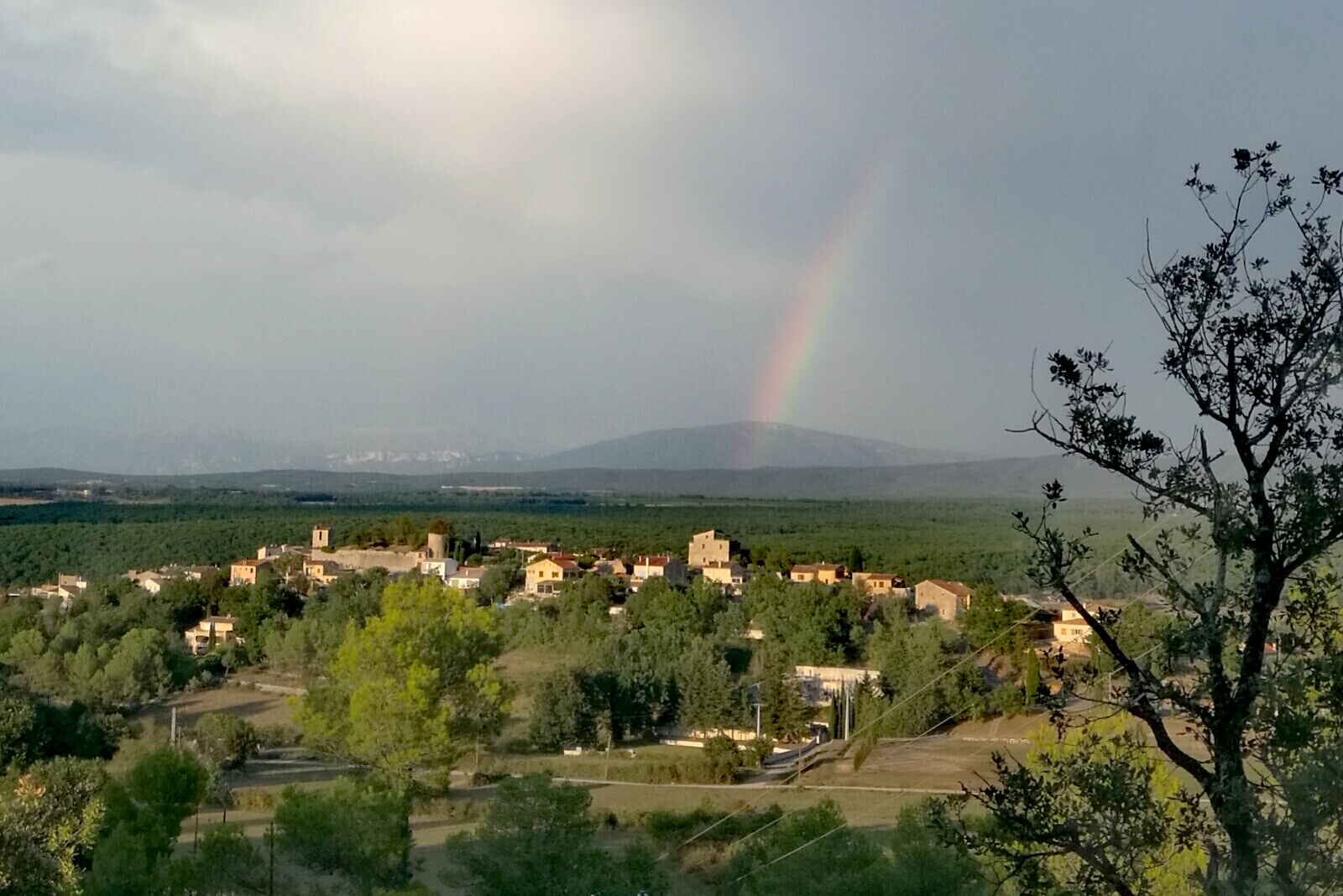
Côté ouest après l'orage, août 2022.
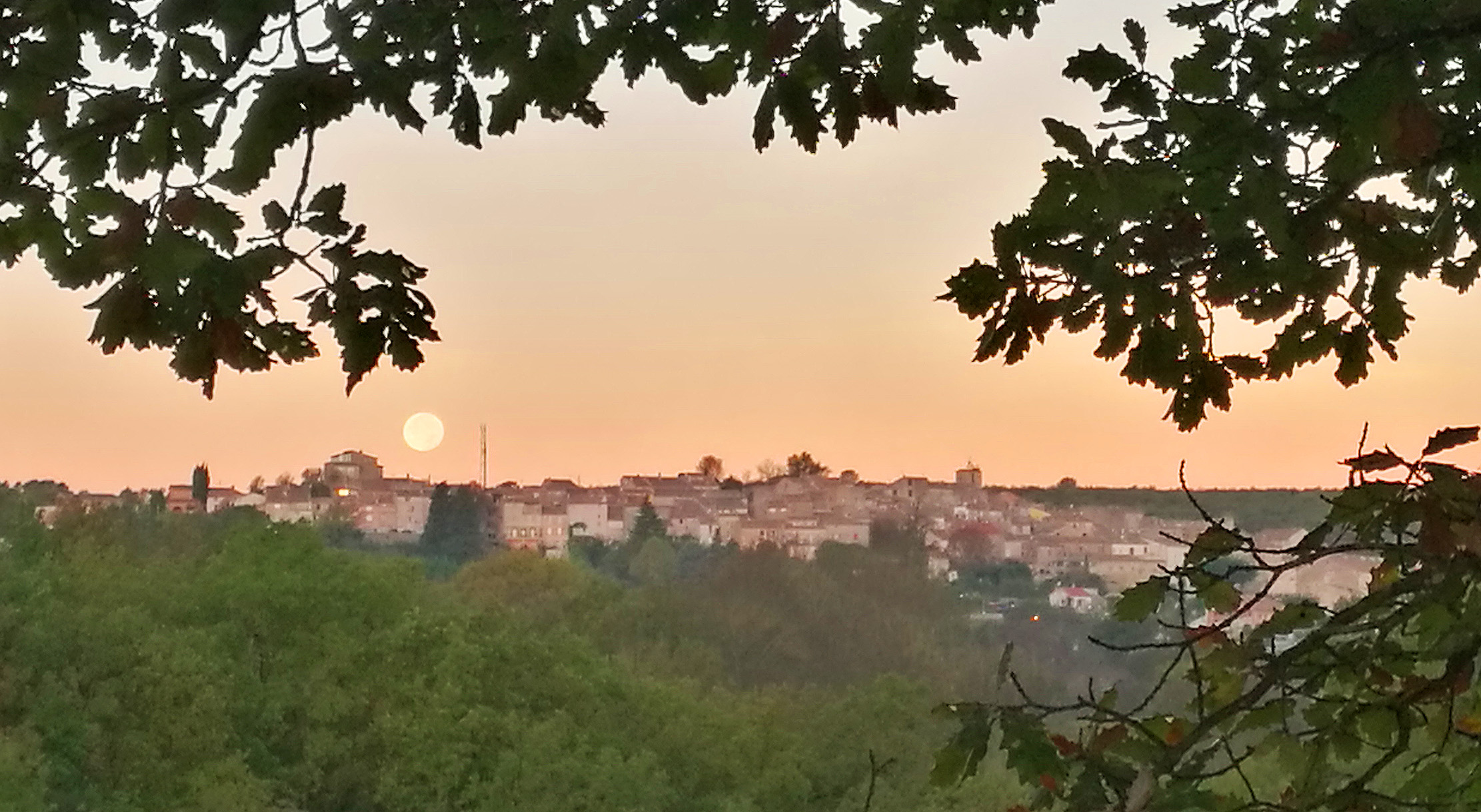
Côté est, matin du 25 octobre 2018.
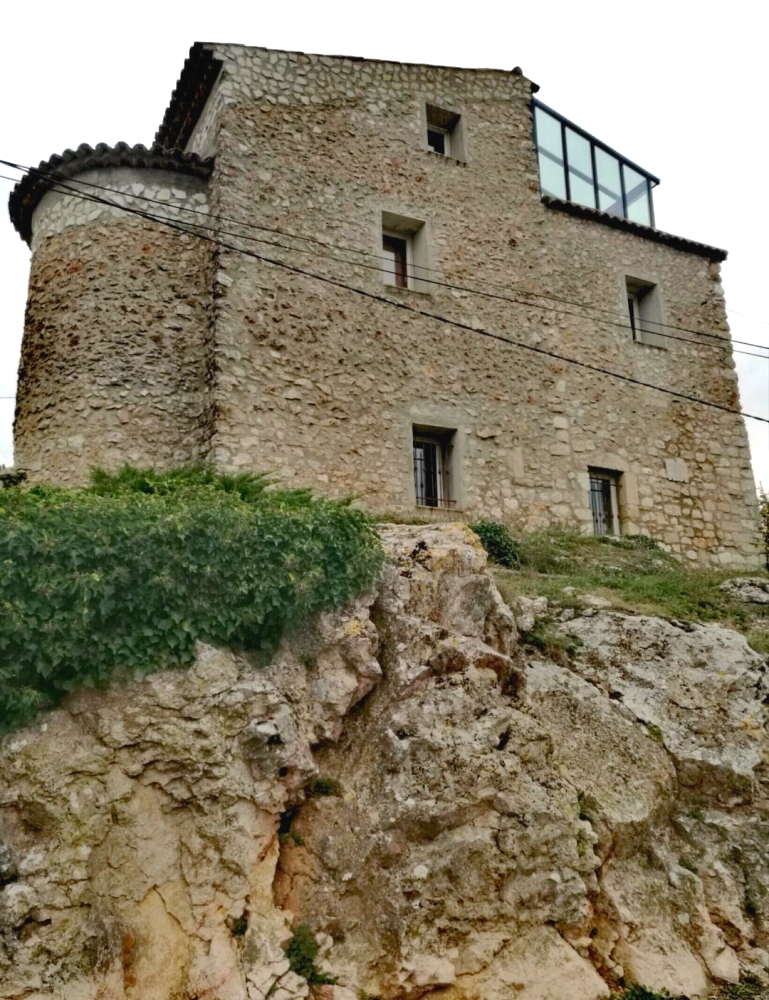
Chapelle du Saint-Esprit au sommet de la klippe, novembre 2022.

### Risques majeurs
Le DICRIM de Montmeyan identifie six risques majeurs : incendie de forêt, rupture de barrage, mouvements de terrain, inondation, sismicité et transport de matières dangereuses. La commune est dotée d'un Plan communal de sauvegarde qui est consultable en mairie.

### Hydrographie et eaux souterraines
Cours d'eau traversant la commune :
- Rivière le Verdon (avec le lac de Montmeyan-Quinson),
- Ruisseau le Beau Rivé.

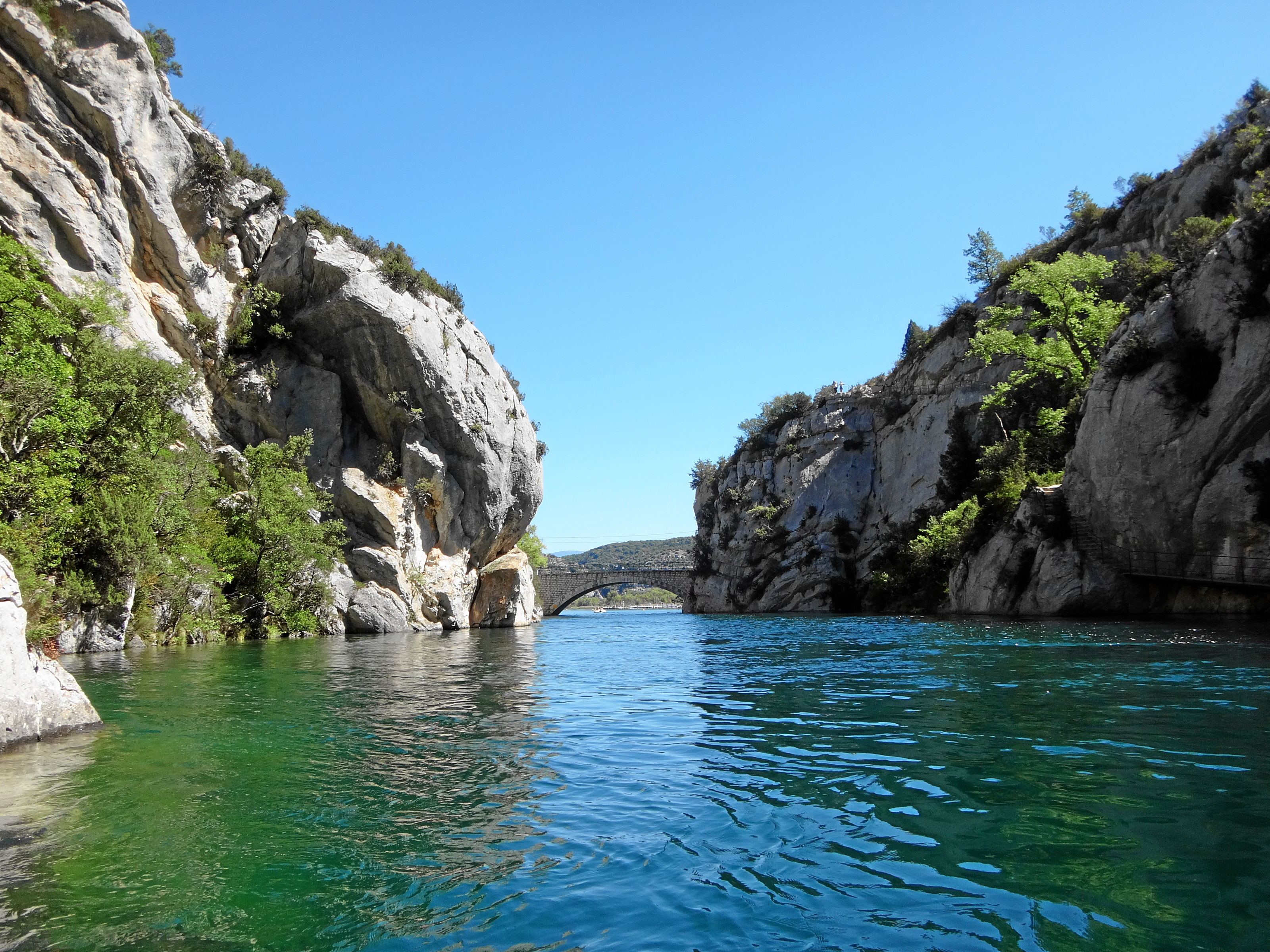
Le pont de Montmeyan-Quinson sur le Verdon, septembre 2014.
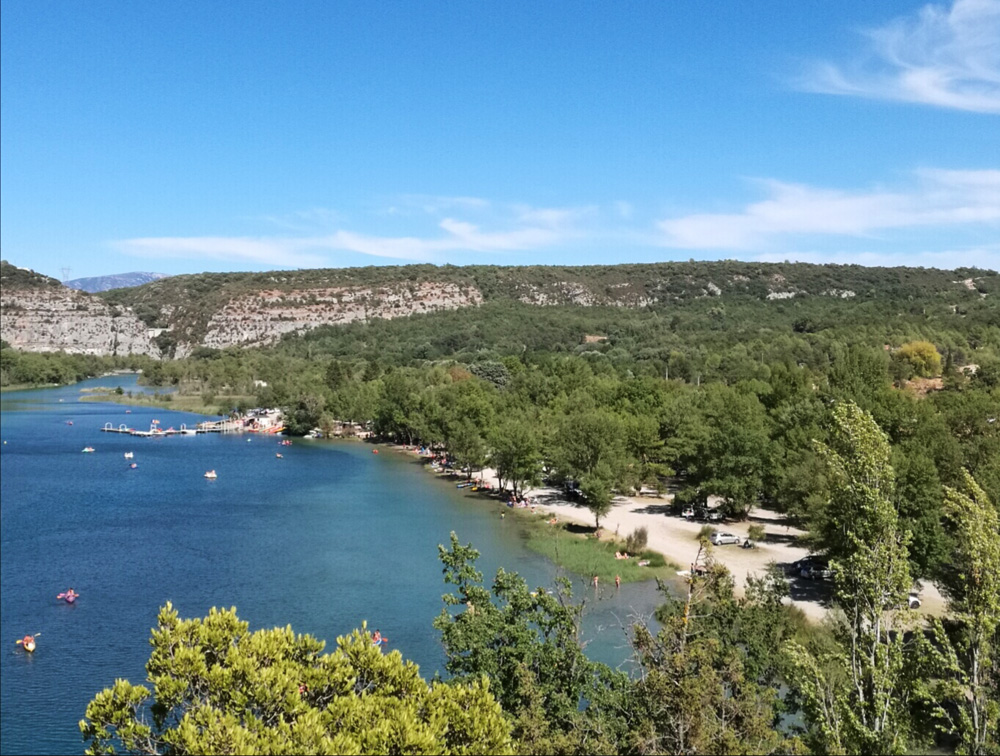
Le lac de Montmeyan-Quinson, août 2017.
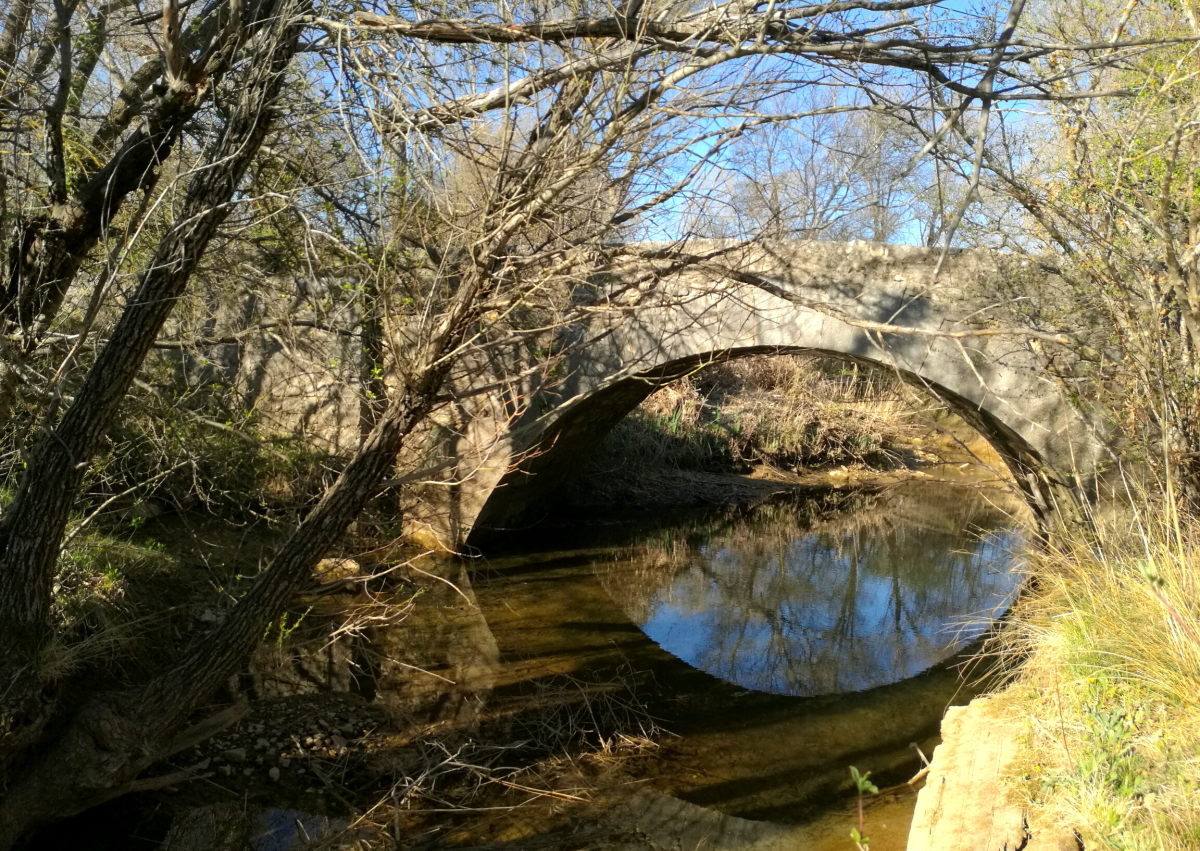
Le pont de l'Iscle sur le ruisseau Beau Rivé, avril 2022.

### Climat
Pour des articles plus généraux, voir Climat de Provence-Alpes-Côte d'Azur et Climat du Var.
En 2010, le climat de la commune est de type climat méditerranéen altéré, selon une étude du Centre national de la recherche scientifique s'appuyant sur une série de données couvrant la période 1971-2000. En 2020, Météo-France publie une typologie des climats de la France métropolitaine dans laquelle la commune est exposée à un climat méditerranéen et est dans la région climatique  Provence, Languedoc-Roussillon, caractérisée par une pluviométrie faible en été, un très bon ensoleillement (2 600 h/an), un été chaud (21,5 °C), un air très sec en été, sec en toutes saisons, des vents forts (fréquence de 40 à 50 % de vents > 5 m/s) et peu de brouillards.
Pour la période 1971-2000, la température annuelle moyenne est de 12,5 °C, avec une amplitude thermique annuelle de 16,8 °C. Le cumul annuel moyen de précipitations est de 770 mm, avec 6,4 jours de précipitations en janvier et 2,9 jours en juillet. Pour la période 1991-2020, la température moyenne annuelle observée sur la station météorologique de Météo-France la plus proche, « Regusse », sur la commune de Régusse à 5 km à vol d'oiseau, est de 13,5 °C et le cumul annuel moyen de précipitations est de 717,9 mm. 
La température maximale relevée sur cette station est de 40,9 °C, atteinte le 28 juin 2019 ; la température minimale est de −10,3 °C, atteinte le 13 février 2012,,.
Les paramètres climatiques de la commune ont été estimés pour le milieu du siècle (2041-2070) selon différents scénarios d'émission de gaz à effet de serre à partir des nouvelles projections climatiques de référence DRIAS-2020. Ils sont consultables sur un site dédié publié par Météo-France en novembre 2022.

### Voies de communications et transports

#### Voies routières
- RD 13 vers Tavernes et Quinson,

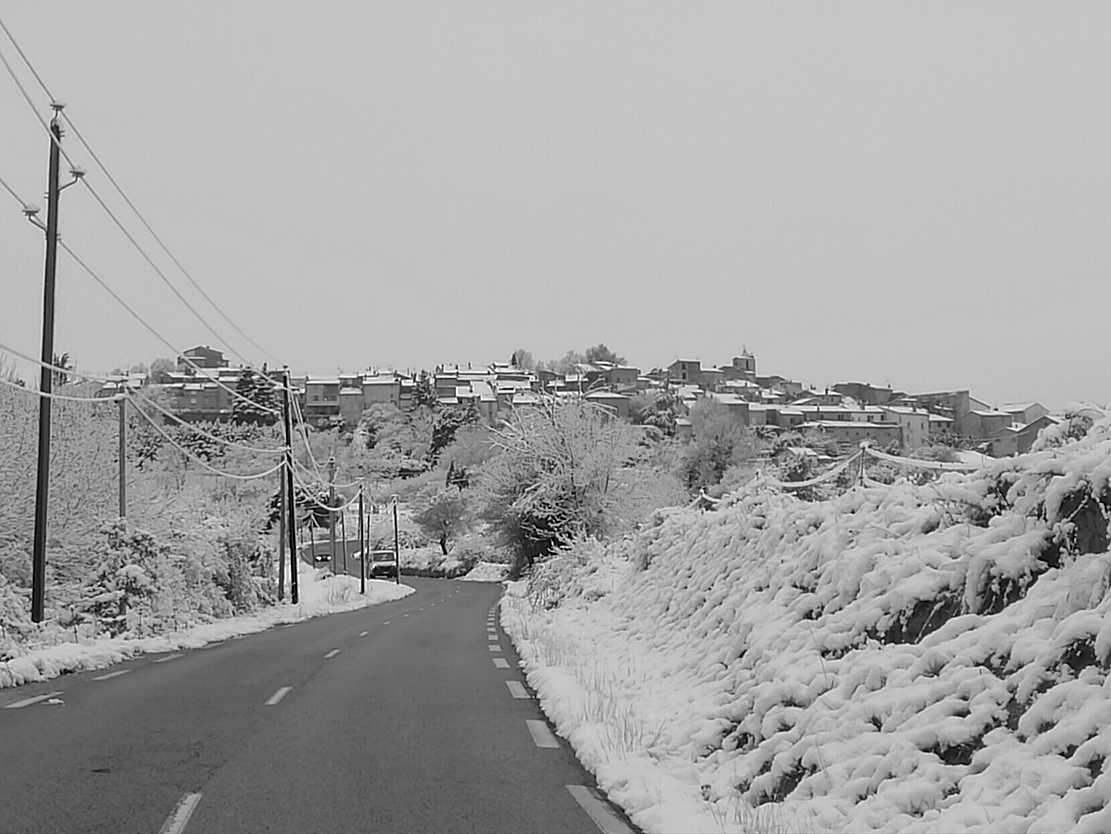
Neige à Montmeyan, février 2023.

- RD 30 vers La Verdière et Régusse[20].

La commune étant classée en zone montagneuse, les équipements hivernaux sont obligatoires pour tous les véhicules du 1er novembre au 31 mars.

#### Transports en commun
- Transport en Provence-Alpes-Côte d'Azur

Commune desservie par le réseau régional de transports en commun Zou !. Les collectivités territoriales ont en effet mis en œuvre un « service de transports à la demande » (TAD), réseau régional Zou !.

### Communes limitrophes
| Quinson               | Quinson                | Quinson, Régusse     |
| La Verdière           | Montmeyan              | Régusse              |
| La Verdière, Tavernes | Tavernes , Fox-Amphoux | Régusse, Fox-Amphoux |

## Urbanisme

### Typologie
Au 1er janvier 2024, Montmeyan est catégorisée commune rurale à habitat dispersé, selon la nouvelle grille communale de densité à sept niveaux définie par l'Insee en 2022.
Elle est située hors unité urbaine et hors attraction des villes,.

### Occupation des sols
L'occupation des sols de la commune, telle qu'elle ressort de la base de données européenne d’occupation biophysique des sols Corine Land Cover (CLC), est marquée par l'importance des forêts et milieux semi-naturels (76,9 % en 2018), une proportion sensiblement équivalente à celle de 1990 (77,3 %). La répartition détaillée en 2018 est la suivante : 
forêts (62,5 %), zones agricoles hétérogènes (17,3 %), milieux à végétation arbustive et/ou herbacée (13,8 %), terres arables (3,2 %), zones urbanisées (1,5 %), prairies (1,1 %), espaces ouverts, sans ou avec peu de végétation (0,6 %). L'évolution de l’occupation des sols de la commune et de ses infrastructures peut être observée sur les différentes représentations cartographiques du territoire : la carte de Cassini (XVIIIe siècle), la carte d'état-major (1820-1866) et les cartes ou photos aériennes de l'IGN pour la période actuelle (1950 à aujourd'hui).

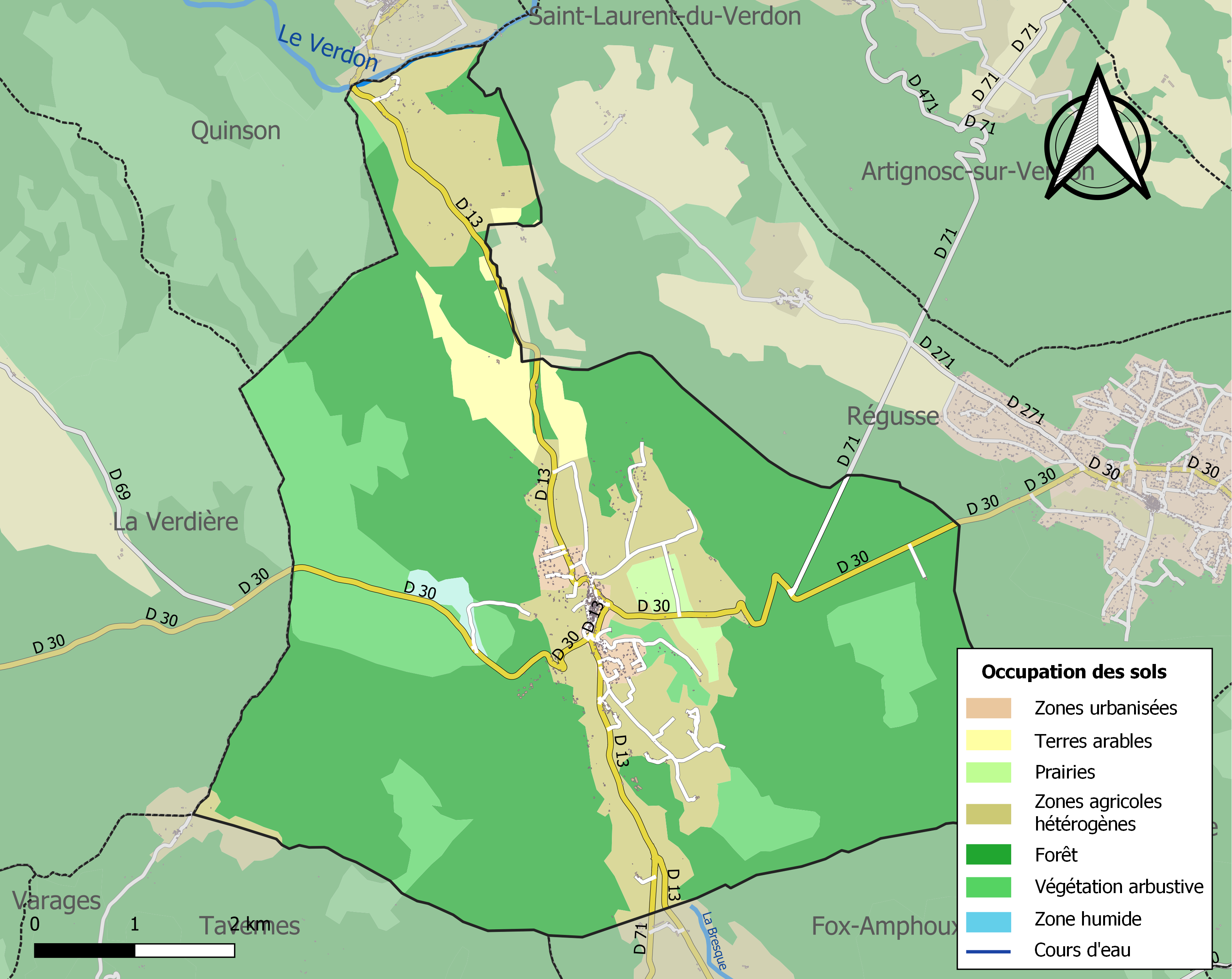
Carte des infrastructures et de l'occupation des sols de la commune en 2018 (CLC).

La commune dispose d'un plan local d'urbanisme.

## Toponymie
Montmeyan apparaît dans les archives dès le XIIe siècle sous le nom de Locus de Monte Mejano ou de Montis Mejani (le « mont qui est au milieu »),. On lui donne aussi le nom de Monte Medio car ce lieu se trouverait au centre de la Provence,.
Ce toponyme est dérivé du nom gaulois Mediolanon, latinisé en Mediolanum qui signifie « plein milieu », véritable centre sacré pour les Gaulois,. Montmeyan a été un Mediolanum gaulois,, centre politique et religieux où se réunissaient les tribus (ou cités voisines associées) pour traiter de leurs intérêts communs, dans une enceinte dominant un « plat-pays» rural.
Ses habitants sont appelés les Montmeyannais.
Montmeyan se nomme Mount-Meyan en provençal de norme mistralienne et Montmejan dans la norme classique.

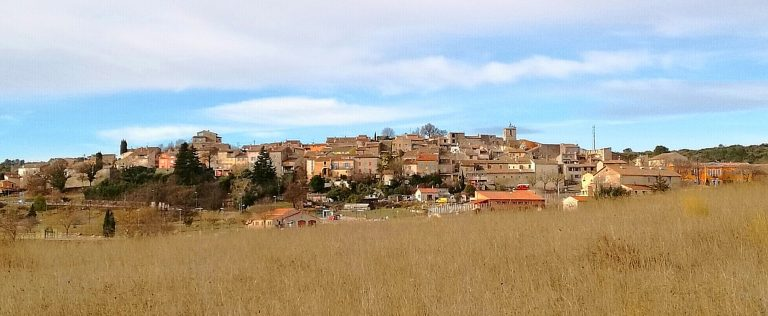
Côté est, janvier 2018.
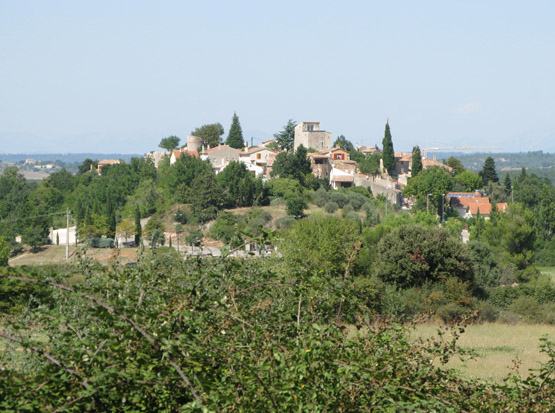
Côté sud août 2011.
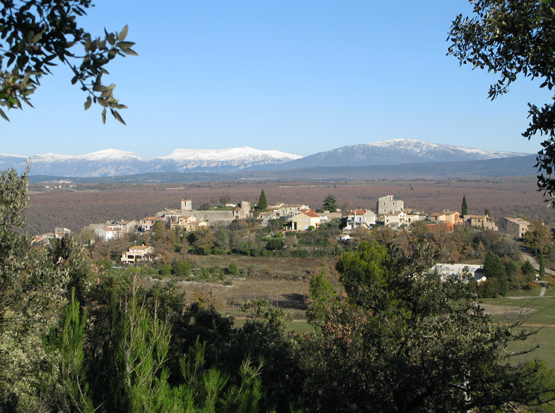
Côté ouest, décembre 2010.
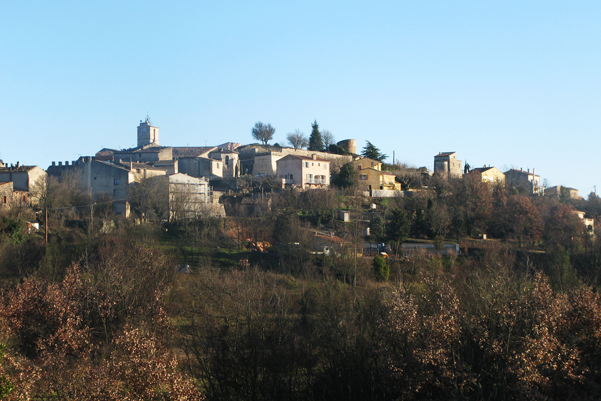
Côté nord, janvier 2010.

## Histoire

### Préhistoire et Antiquité
La présence de l’homme au Paléolithique moyen est attestée sur le territoire de Montmeyan avec le site de l’abri Breuil dans la vallée du Verdon,. Une activité de débitage de silex a été mise en évidence dans un pré à Cocnillet.
Plusieurs traces d’habitat néolithique et de l’âge du bronze avec des enceintes préhistoriques ont été découvertes sur la commune. Un éclat de hache polie en roche verte et une pointe foliacée et ont été découverts près de la Pierre de Vitrolles. Un foyer circulaire à radier de pierres chauffantes datant du Néolithique moyen a été trouvé dans la plaine.
Le dolmen de la Colle (âge du cuivre) dans le bois de Malassoque et deux tumuli (âge du bronze/âge du fer) à La Petite Roquette figurent à l’inventaire des mégalithes de Montmeyan. Des fragments de meule à grains en rhyolite ont été trouvés près de la Pierre de Vitrolles. Au cours de l’âge du fer, les Celto-ligures construisent un oppidum à l'emplacement actuel du village qui figure parmi les Mediolanum gaulois. Deux camps entourés de gros murs de pierres sont installés au Castelar de La Grande Roquette. Comme d'autres Mediolanum, Montmeyan est un point de repère sacré dans une vaste entreprise de géodésie gauloise,.
L’occupation romaine a laissé des vestiges abondants à La Grande Roquette et Enguerne, dont des fragments de tuiles à rebords et une lampe chrétienne en terre cuite. Un four de potier et des tuiles (tegulae et imbrices) sont répertoriés au nord du village, sur la rive gauche du Beau Rivé,. Des restes d'établissements ruraux ont été découverts à Coste Belle et à l'Eiglier.

### Moyen Âge et Époque moderne

#### Templiers et Hospitaliers

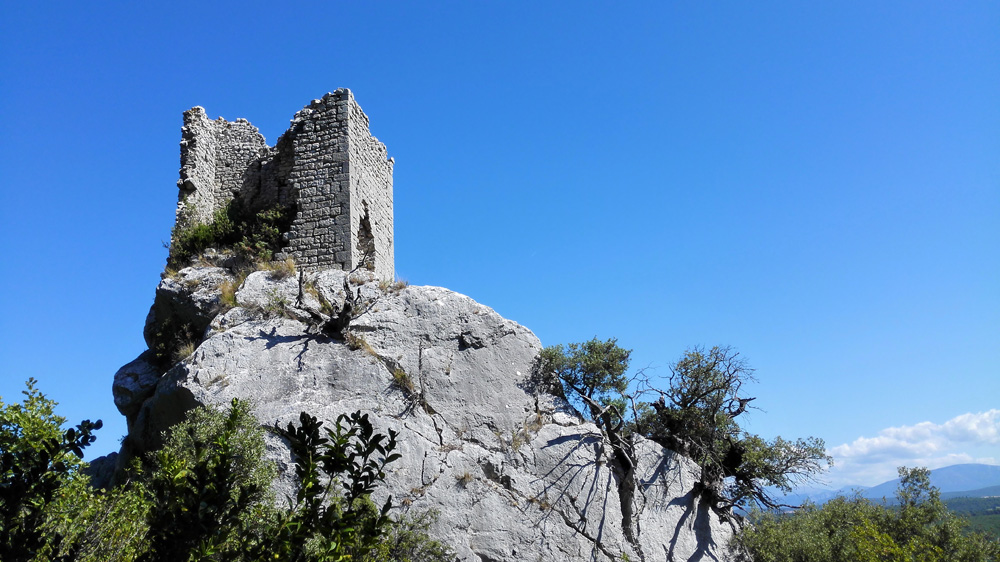
Tour du Castelar, vestige du castrum de La Roquette, septembre 2015.

En octobre 1164, le seigneur Hugues de Montmeyan entre dans l’ordre du Temple et donne la terre de Camp Long ainsi que les droits de pâturage sur tout le territoire de Montmeyan,,. Il renonce à tous ses droits et héritages au profit de la commanderie de Saint-Maurice. La même année, les Templiers fortifient le Castelar à La Roquette. En novembre 1170, le seigneur de Blachère donne et concède aux chevaliers du Temple toutes les terres cultes et incultes, le droit de pâture ainsi que les eaux des rives du Verdon. Il donne en outre la libre faculté de construire un moulin dans le vallon de Beau Rivé et un local pour préparer le pain,.
En 1221, la commanderie de Saint-Maurice achète le castrum de Montmeyan avec son château, ses terres et tous ses droits,. L’acte de vente est d’un grand intérêt en ce qui concerne les modalités d’une telle acquisition,. Pendant les croisades, Montmeyan jouera un rôle important dans la présence des moines-soldats entre Argens et Verdon.
Après la disparition de l’ordre du Temple en 1308, la terre de Montmeyan est réunie au domaine de la cour royale de Provence en 1309, puis passe aux mains des Hospitaliers de l'ordre de Saint-Jean de Jérusalem en 1312.

#### Seigneurie de Montmeyan

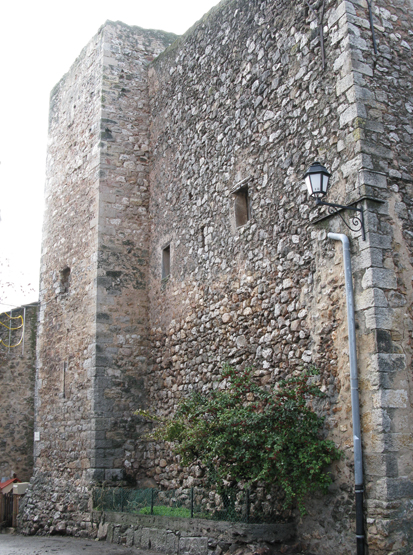
Tour Charlemagne, vestige des fortifications de Montmeyan, décembre 2010.

En 1322, Arnaud de Trians, comte d’Alife dans le royaume de Naples et neveu du pape Jean XXII, fait l’acquisition du territoire de Montmeyan. En 1435, Marguerite de Trians, petite-fille d’Arnaud et dame de Montmeyan, épouse Georges de Castellane-Salernes et apporte ainsi cette seigneurie à la famille de Castellane qui la conserve pendant plus de trois siècles.
En 1518, la communauté de Montmeyan réunit son conseil hors des remparts, sur la place de la porte de Saint-Julien, avec l'assentiment du seigneur. Cette communauté a une vie municipale réelle et dépend de la viguerie de Barjols,. En 1554, la communauté de Montmeyan a un procès avec son seigneur tellement compliqué que, pour le poursuivre, elle ne donne pas moins de 400 florins en 80 charges (128 hectares) de blé, à un agent d’affaires notaire à Barjols. En 1593, Rolland de Castellane passe une transaction avec les habitants pour redéfinir leurs droits et leurs obligations « afin d'éviter tout procès et différend, et vivre en bonne paix et amitié comme il appartient entre le seigneur et ses sujets »,.
Pendant les guerres de Religion, Rolland de Castellane est réputé « très bien intentionné pour la ligue catholique »,. Son fils cadet Jean, enseigne des gendarmes du duc de Guise, participe à la prise de Marseille en 1596. En 1644, le château de Montmeyan est décrit comme étant une « somptueuse habitation » avec des salles ornées de tapisseries de Flandre,. Entre 1579 et 1663, les Castellane-Montmeyan fournissent six chevaliers à l’ordre de Saint-Jean de Jérusalem, et deux prévôts à la cathédrale de Fréjus.
Au XVIIe siècle, Honoré de Boisson devient seigneur de La Salle (arrière-fief de la seigneurie de Montmeyan) par suite de son mariage avec Anne de Castellane, fille de Pierre, seigneur de Montmeyan,. Cet arrière-fief est constitué du domaine d'Enguerne, entre Montmeyan et Quinson. La famille Boisson de La Salle s'éteint en 1823 avec Joseph qui meurt sans postérité.
Au XVIIIe siècle, le territoire est morcelé ; la coseigneurie est tenue à deux en 1729 puis à quatre en 1746. Les coseigneurs sont alors Antoine de Castellane, Charles de Grimaldi-Régusse, Esprit d'Eymar de Nans et Pierre Brunet de La Salle.

#### Seigneurie de La Roquette
Du XIIIe siècle au XVIIe siècle, la terre de La Roquette appartient à la famille d'Oraison,. C'est une seigneurie péagère située près du franchissement du Verdon,. En 1249, le seigneur Jacques d'Oraison confirme la donation de sa famille autorisant la commanderie de Saint-Maurice à bâtir et utiliser des matériaux tirés du territoire de La Roquette (approvisionnement en bois, pierres de construction et chaux). En 1252, il exempt les chartreux de Montrieux du droit de péage pour leurs troupeaux et marchandises.
Au XVe siècle, le village de La Roquette est abandonné et l'église de Sainte-Thècle est déchue de ses droits paroissiaux. En 1612, la seigneurie est achetée par Gaspard de Foresta à Pierre d’Oraison, érigée en baronnie en 1647 puis en marquisat en 1651 au profit de Jean-Augustin de Foresta. En 1723, Gaspard de Maurellet fait l'acquisition du marquisat. En 1817, la majorité des terres est rachetée par la famille de Foresta ; cela lui permet le relèvement du titre de marquis en 1821,.

#### Édifices religieux
Aux XIIe et XIIIe siècles, l’abbaye Saint-André de Villeneuve-lès-Avignon possède l’église paroissiale du Plan de Montmeyan et perçoit les revenus qui y sont attachés,,. En 1274, les comptes de décimes du diocèse de Riez mentionnent une église et une chapelle à Montmeyan,,. Un hôpital est cité dans les archives ; il a appartenu aux Hospitaliers du Saint-Esprit dès le  XIIIe siècle,,.
Au XVIe siècle, le prieuré-cure de Montmeyan comprend deux églises : Saint-Pierre et Saint-Léger dans l'enceinte près du château et Notre-Dame dans la plaine,. À la fin du XVIIe siècle, l'hôpital du Saint-Esprit est réuni à l'hôpital des pauvres malades de Riez,. Au XVIIIe siècle, l'église Notre-Dame du Plan est devenue un ermitage.

### Époque contemporaine

#### Révolution française
Au printemps 1789, Montmeyan connaît des agitations antiféodales rapidement réprimées. Durant l’été, les coseigneurs émigrent en Allemagne. En 1790, leurs biens sont encadastrés, les forêts sont déclarées biens nationaux et les terres agricoles sont soit vendues, soit affermées. En 1792, une société patriotique est établie dans le village.
À partir de cette période, Montmeyan dépend du district de Barjols et fait partie du canton de Tavernes. En 1793, la population est de 661 habitants.

#### Après la Révolution française
En 1833, la première école publique communale est créée,. En 1840, la petite commune de La Roquette est rattachée à Montmeyan qui connaît ainsi un accroissement territorial et démographique,. La population atteint alors son maximum historique avec 768 habitants.
Pendant la révolution de février 1848, le club patriotique La société des Rouges est actif dans le village. Le 1er mars 1848, les Montmeyannais se rendent en cortège à la propriété Layet pour récupérer à l'usage de la communauté la forêt déjà partiellement transformée en verger. On abat le mur de clôture et l'on arrache les plantations ; cinq auteurs de destructions ainsi que la commune sont condamnés à payer la réparation des dommages,,.
En 1850, il existe 6 chambrées dans le village et la société secrète de la Nouvelle Montagne est un parti républicain clandestin présidé par Pierre Sicard qui compte plus de 80 membres. À la suite du coup d'État du 2 décembre 1851, Montmeyan fait partie des communes insurgées,. Le maire proclame, dans la nuit du 7 au 8 décembre, la mobilisation des hommes de 18 à 50 ans et une centaine d’hommes arrivent à Aups le 9 décembre 1851. 46 républicains Montmeyannais sont poursuivis,,, mais ils sont indemnisés par la République en 1882,,. Une brigade de gendarmerie est installée dans le village en 1851 pour assurer la surveillance du territoire,, ; elle y fonctionne jusqu'en novembre 1919.
Vingt-huit Montmeyannais sont mobilisés pendant la guerre franco-allemande de 1870. Au cours de la Première Guerre mondiale, quatorze Montmeyannais sont morts pour la France,,. Durant la Seconde Guerre mondiale, dix Montmeyannais composent le comité local de libération qui s’occupe des tâches de Résistance et prépare la Libération,,. Les FTP détruisent le pont du Verdon par sabotage le 22 juillet 1944,.
Dans le contexte de la fin de la guerre d'Algérie, un hameau de forestage est créé fin 1962 pour accueillir 30 anciens harkis et leurs familles,, ; l’arrivée de ces 141 personnes marque le début d’un nouvel accroissement démographique.

Monument aux morts et plaques mémorielles
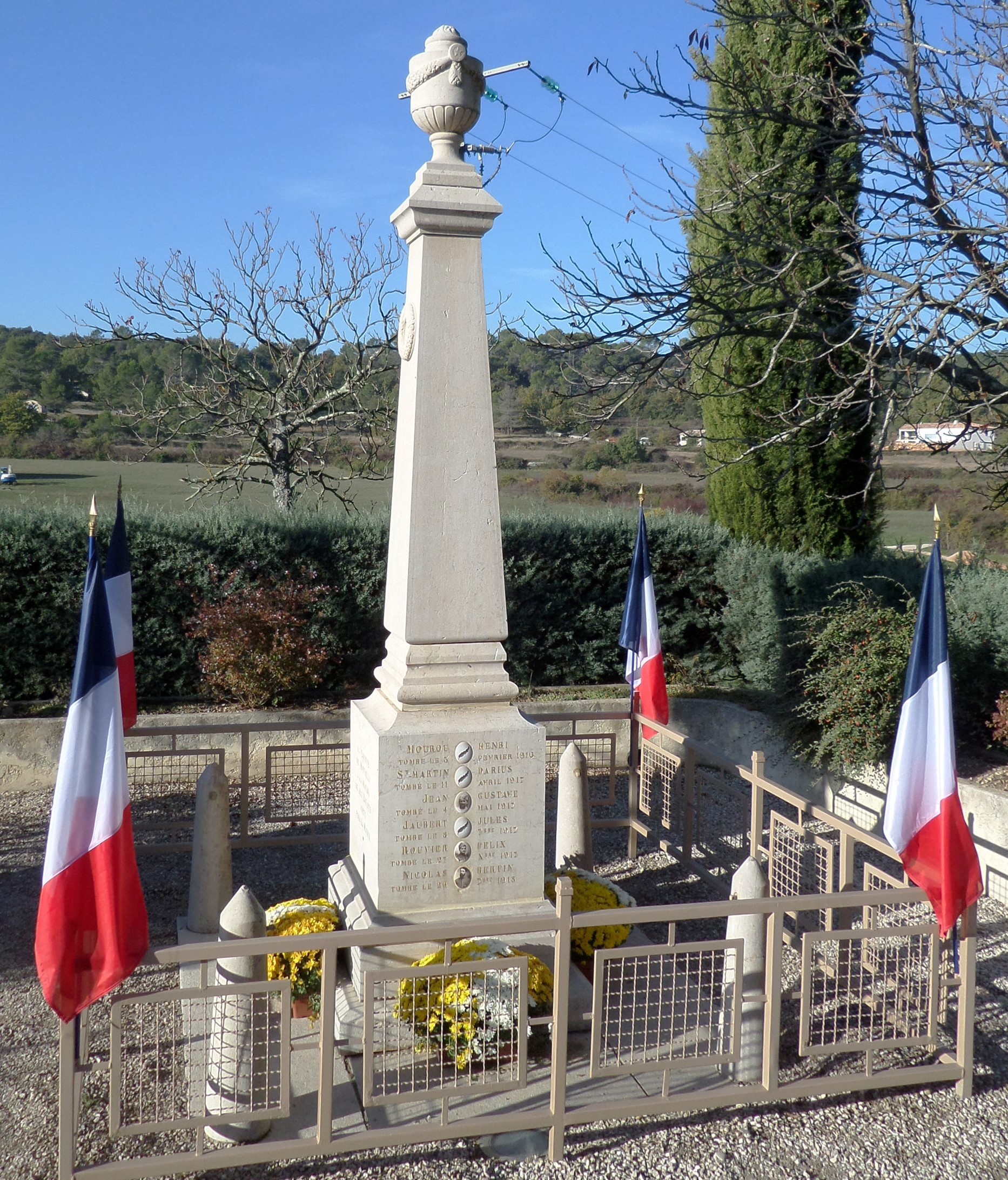
Monument dédié aux Enfants de Montmeyan morts pour la France.
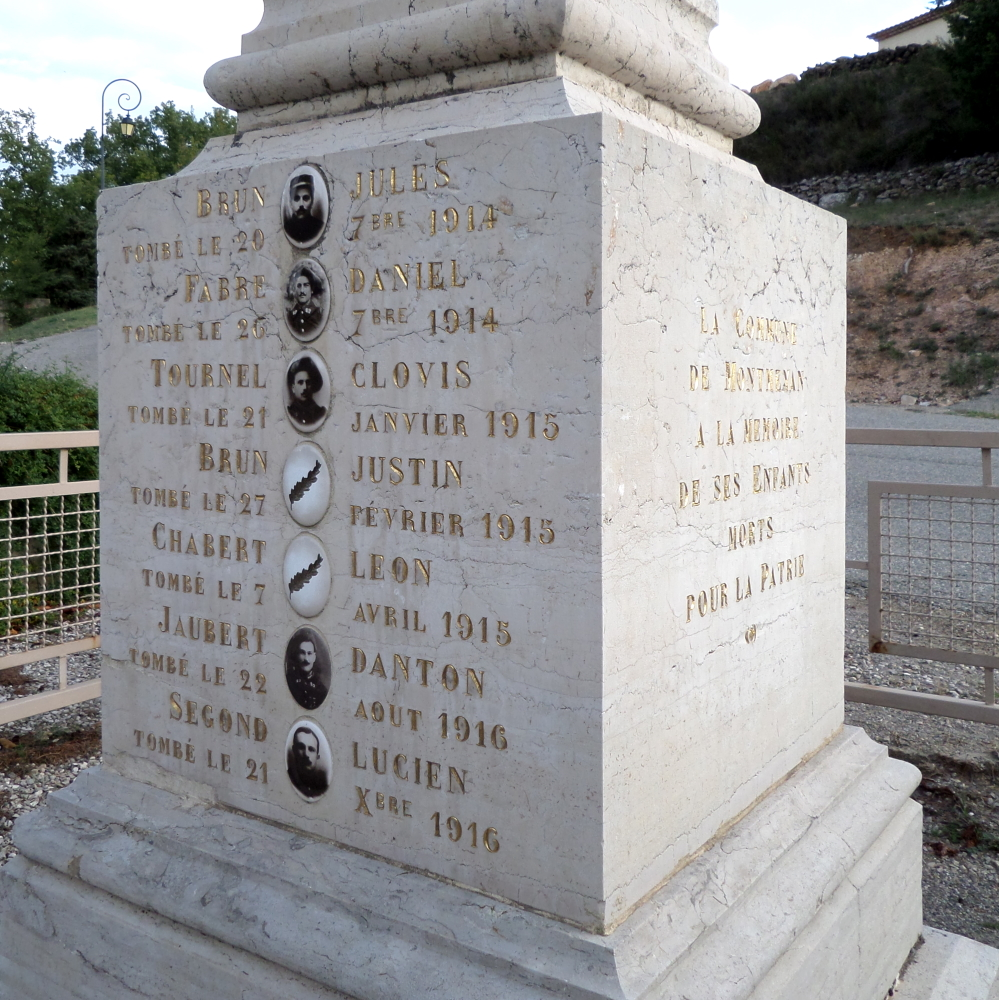
Détail sud-ouest du monument.
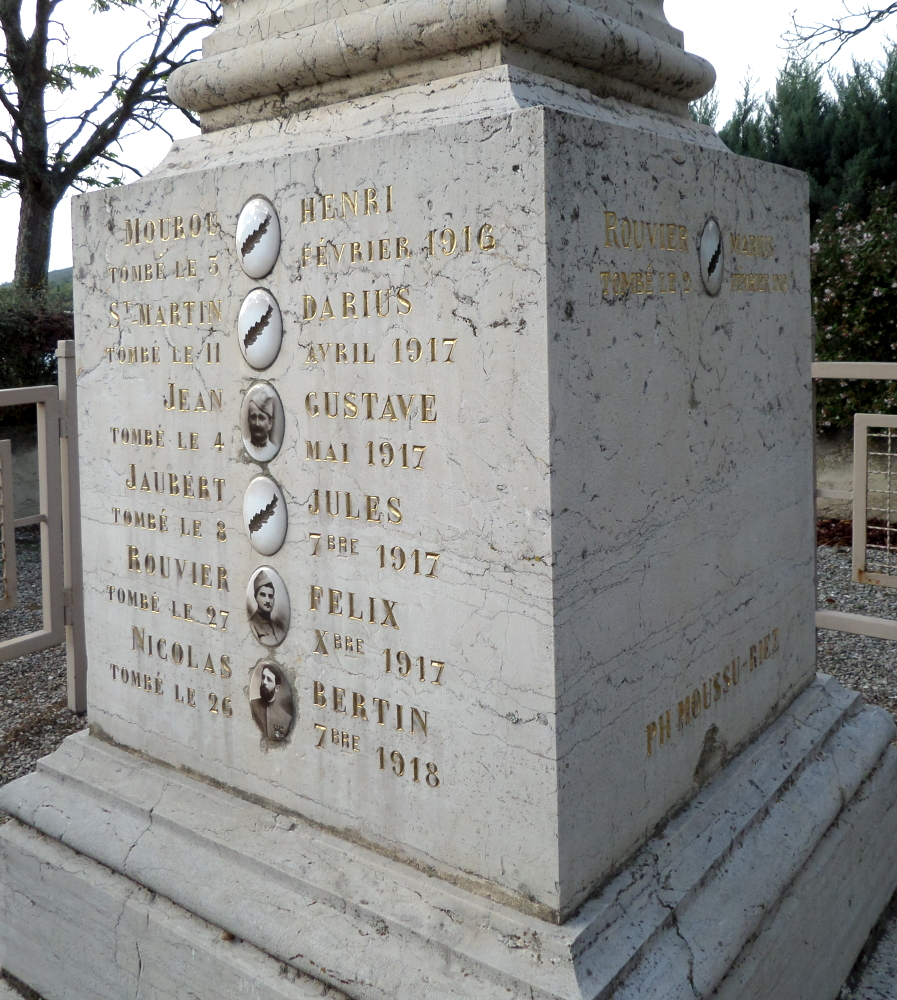
Détail nord-est du monument.
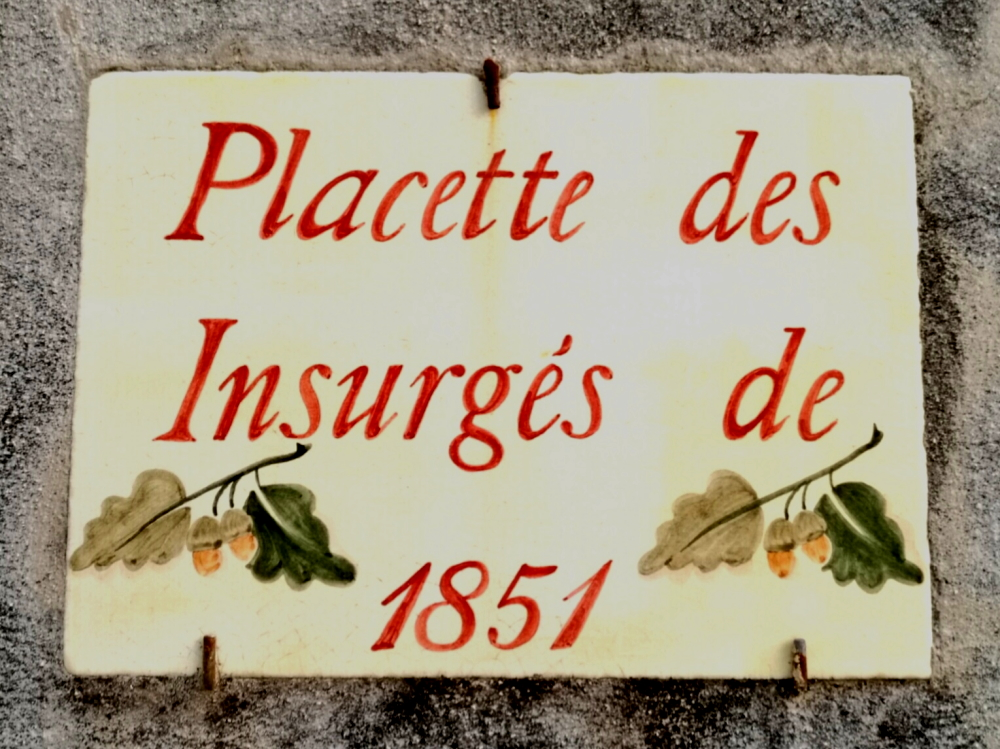
Plaque mémorielle des insurgés de 1851 dans le village.
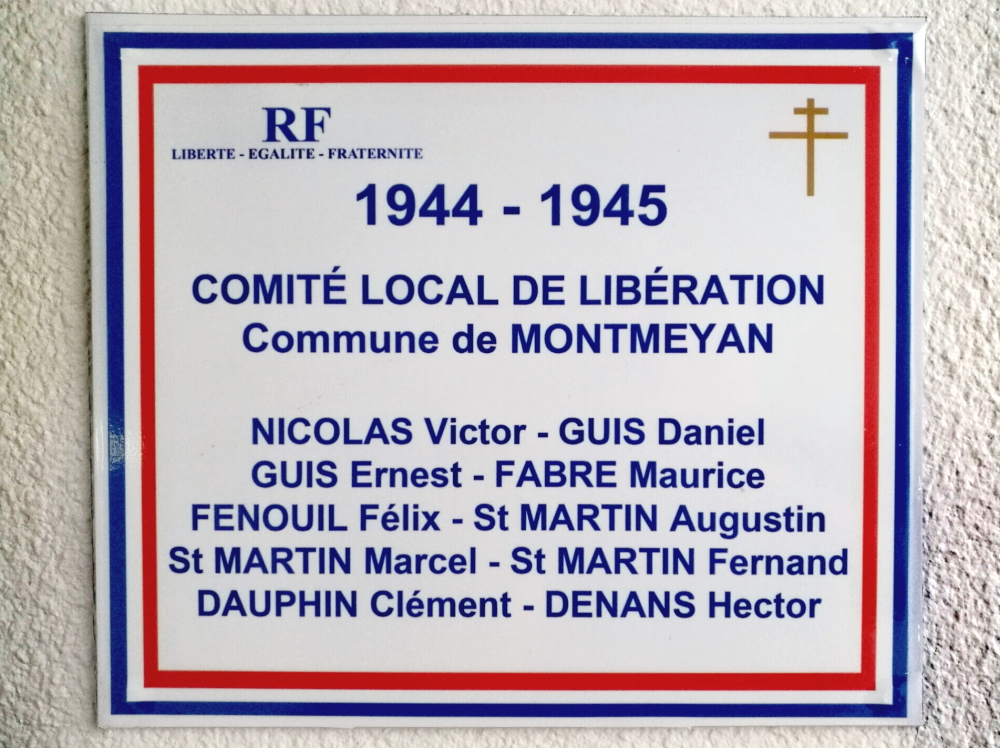
Plaque mémorielle du comité local de libération dans la mairie.
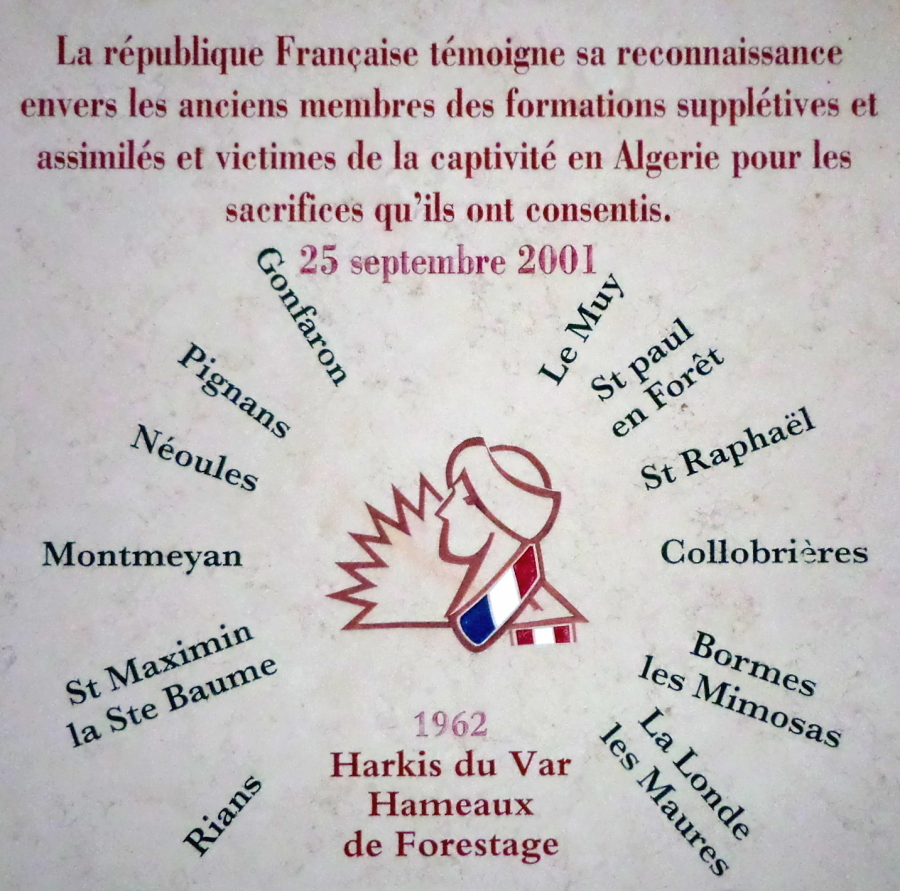
Plaque mémorielle des harkis au sud du village.

## Politique et administration

### Liste des maires

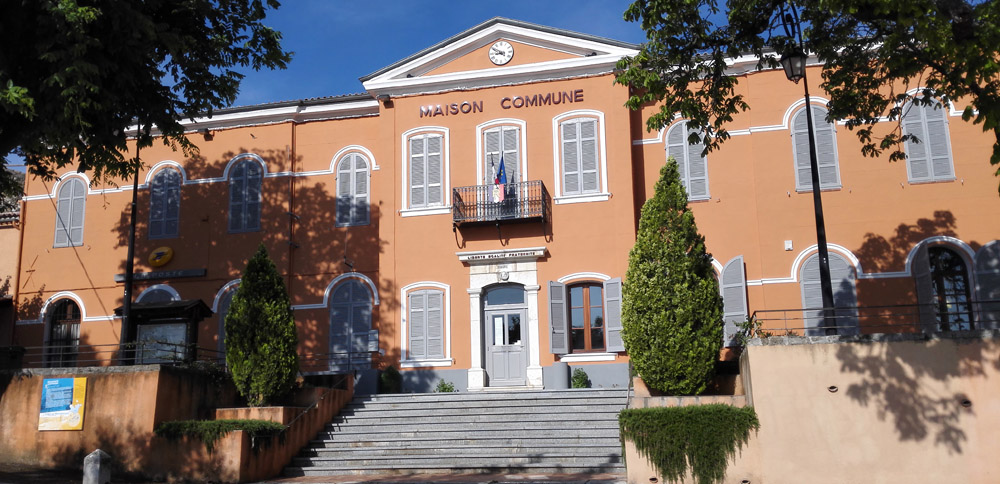
La maison commune (mairie), juin 2015.

| Période | Période  | Identité       | Étiquette      | Qualité                                                                                       |
| ------- | -------- | -------------- | -------------- | --------------------------------------------------------------------------------------------- |
| 1925    | 1944     | Émile Reynier  | sans étiquette | Nommé conseiller départemental du canton de Tavernes en 1943                                  |
| 1944    | 1945     | Victor Nicolas | sans étiquette | Président du comité local de libération,, président de la commission municipale               |
| 1945    | 1983     | Clément Denans | PS             | Conseiller général du canton de Tavernes                                                      |
| 1983    | 1989     | Gaston Autran  | sans étiquette |                                                                                               |
| 1989    | 2001     | Louis Fabre    | DVD            | Conseiller général du canton de Tavernes                                                      |
| 2001    | En cours | Louis Reynier  | sans étiquette | Vice-président du conseil départemental du Var, conseiller départemental du canton de Flayosc |

### Service public
Un espace France services se trouve dans le bureau de La Poste, à côté de la mairie.

### Intercommunalité
Montmeyan est membre de la communauté de communes Provence Verdon et du Pays de la Provence Verte.

## Population et société

### Démographie

#### Évolution démographique
L'évolution du nombre d'habitants est connue à travers les recensements de la population effectués dans la commune depuis 1793. Pour les communes de moins de 10 000 habitants, une enquête de recensement portant sur toute la population est réalisée tous les cinq ans, les populations de référence des années intermédiaires étant quant à elles estimées par interpolation ou extrapolation. Pour la commune, le premier recensement exhaustif entrant dans le cadre du nouveau dispositif a été réalisé en 2006.

En 2022, la commune comptait 595 habitants, en évolution de +6,06 % par rapport à 2016 (Var : +4,98 %, France hors Mayotte : +2,11 %).
| 1793 | 1800 | 1806 | 1821 | 1831 | 1836 | 1841 | 1846 | 1851 |
| ---- | ---- | ---- | ---- | ---- | ---- | ---- | ---- | ---- |
| 661  | 622  | 648  | 733  | 755  | 746  | 768  | 746  | 711  |

| 1856 | 1861 | 1866 | 1872 | 1876 | 1881 | 1886 | 1891 | 1896 |
| ---- | ---- | ---- | ---- | ---- | ---- | ---- | ---- | ---- |
| 670  | 688  | 693  | 685  | 663  | 553  | 542  | 503  | 467  |

| 1901 | 1906 | 1911 | 1921 | 1926 | 1931 | 1936 | 1946 | 1954 |
| ---- | ---- | ---- | ---- | ---- | ---- | ---- | ---- | ---- |
| 446  | 370  | 328  | 325  | 356  | 355  | 332  | 249  | 260  |

| 1962 | 1968 | 1975 | 1982 | 1990 | 1999 | 2006 | 2011 | 2016 |
| ---- | ---- | ---- | ---- | ---- | ---- | ---- | ---- | ---- |
| 259  | 408  | 387  | 299  | 380  | 399  | 530  | 577  | 561  |

| 2021 | 2022 | - | - | - | - | - | - | - |
| ---- | ---- | - | - | - | - | - | - | - |
| 574  | 595  | - | - | - | - | - | - | - |

### Enseignement
Établissements d'enseignements :
- École maternelle,
- Écoles primaires à Montmeyan, Régusse, Quinson, Artignosc-sur-Verdon,
- Collèges à Barjols, Aups, Riez, Carcès,
- Lycées à Saint-Maximin-la-Sainte-Baume, Brignoles, Manosque.

### Santé
Professionnels et établissements de santé :
- Médecins à Régusse, Aups, Barjols,
- Pharmacies à Régusse, Barjols, Aups, Varages, Cotignac, Salernes,
- Hôpitaux à Draguignan, Brignoles, Manosque.

### Cultes
- Culte catholique, Paroisse de la Nativité de la Vierge[148], Diocèse de Fréjus-Toulon.

## Économie
Montmeyan tire ses ressources de l’agriculture, de l’élevage et du tourisme. L’agriculture y structure les paysages et apporte une identité rurale appréciée par ses habitants et ses touristes.

### Agriculture et élevage
Le territoire communal est en zone agricole à dominante polyculture et élevage. L'irrigation des cultures diversifiées est sécurisée par le réseau hydraulique agricole du Canal de Provence. Ces canalisations d'irrigation sont rénovées et densifiées en 2023. Des éleveurs d'ovins, caprins, bovins et équidés pratiquent le pastoralisme. La transhumance traditionnelle des moutons est pratiquée chaque année,.
Au XIXe siècle, les principales productions sont le blé, la vigne et les oignons. Le territoire de Montmeyan produit des truffes excellentes,. La cave coopérative vinicole La Montmeyannaise, établie en 1922,,, est victime de la disparition du vignoble et fermée en 1989,.

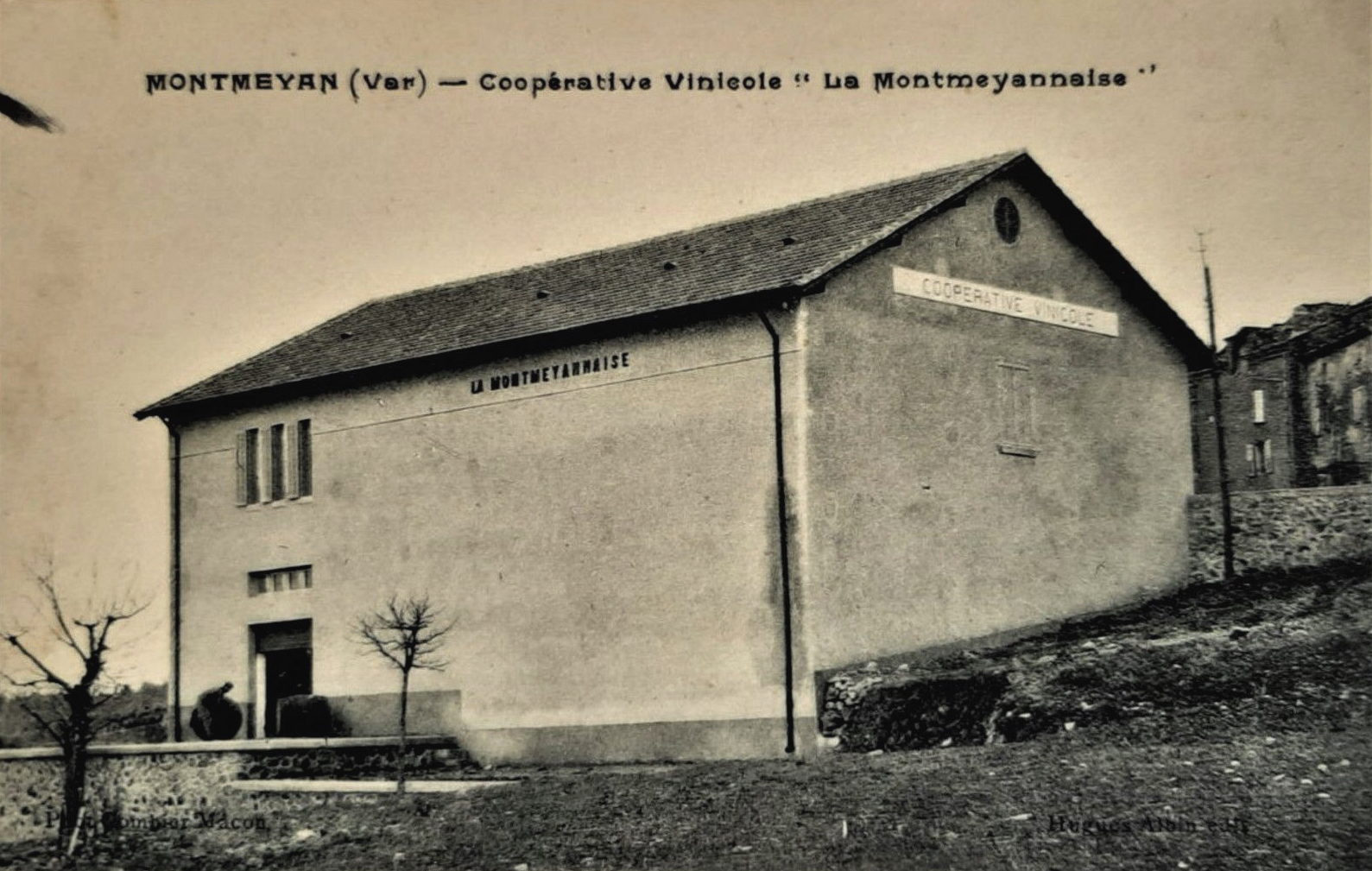
La cave coopérative vinicole La Montmeyannaise, 1926.
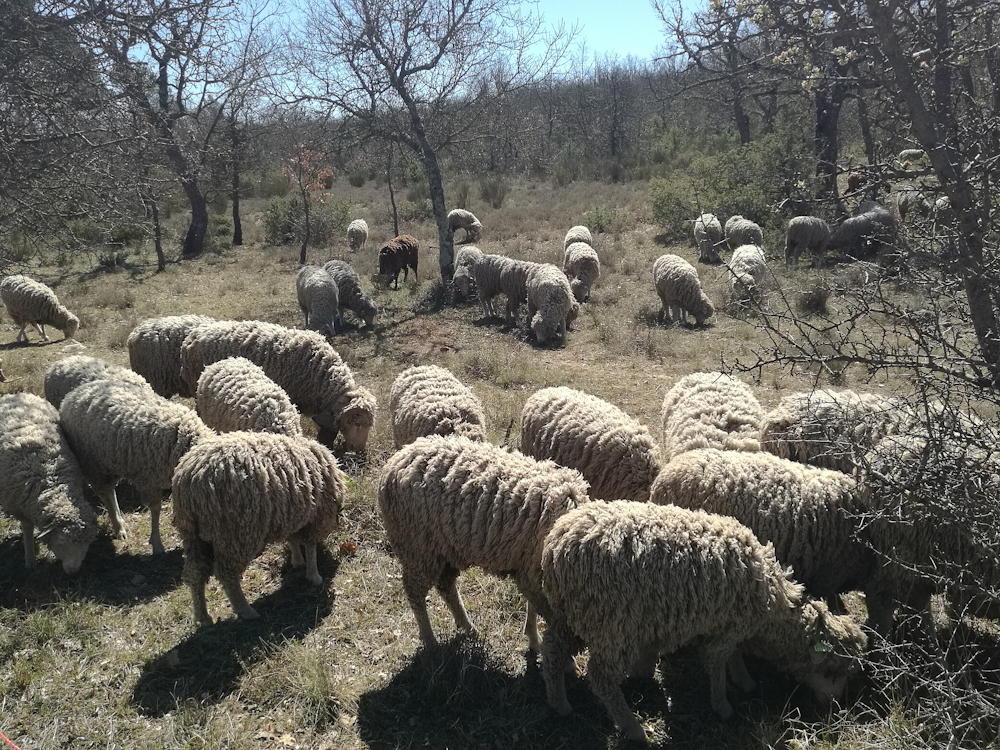
Pâturage ovin en forêt de Montmeyan, avril 2025.
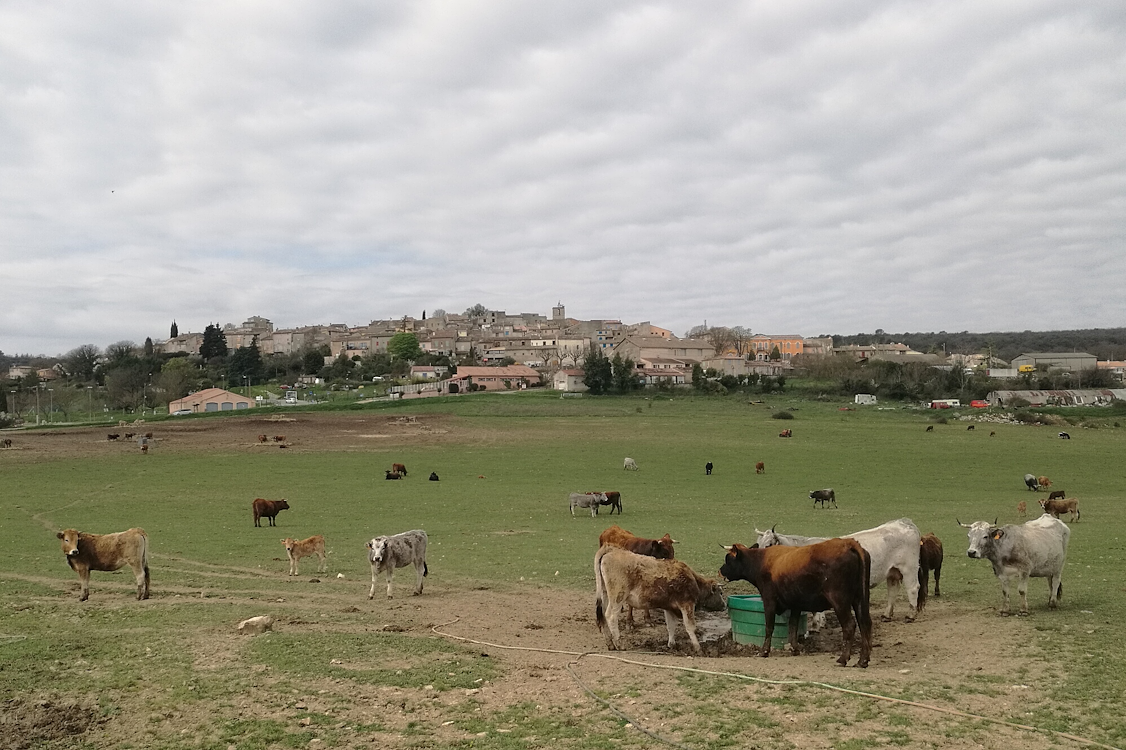
Pâturage bovin sous le village, avril 2025.

### Tourisme
Plusieurs structures d’hébergement et de restauration existent à Montmeyan : deux campings situés aux portes du village, des gîtes ruraux, des chambres d’hôtes et trois restaurants. Une aire de services pour camping-cars se trouve à proximité du village.
Deux centres équestres sont installés dans la commune et la base nautique de Montmeyan Le Lac sert de point d’embarquement pour explorer les basses gorges du Verdon. Quatre circuits balisés par la Fédération française de cyclisme permettent la randonnée à vélo tout-terrain.

### Carrières de marbre
Le marbre brèche de Montmeyan est rose et jaune en raison d'une terra rossa fossile associée à des concrétions calcaires jaunâtres (calcaires lacustres du Miocène). Il est exploité entre 1921 et 1969 dans deux carrières à l'ouest du village, dans le quartier de la Bouissière. Le gisement produit des roches ornementales qui sont utilisées pour la décoration (cheminées et plateaux de commodes), la sculpture et l’art funéraire,. On extrait également des roches industrielles qui sont concassées, criblées ou broyées (granulats pour bétons et revêtements routiers, sables) ; ce marbre concassé, en granulés, s’appelle le blanc de Montmeyan.

Exploitation du marbre brèche
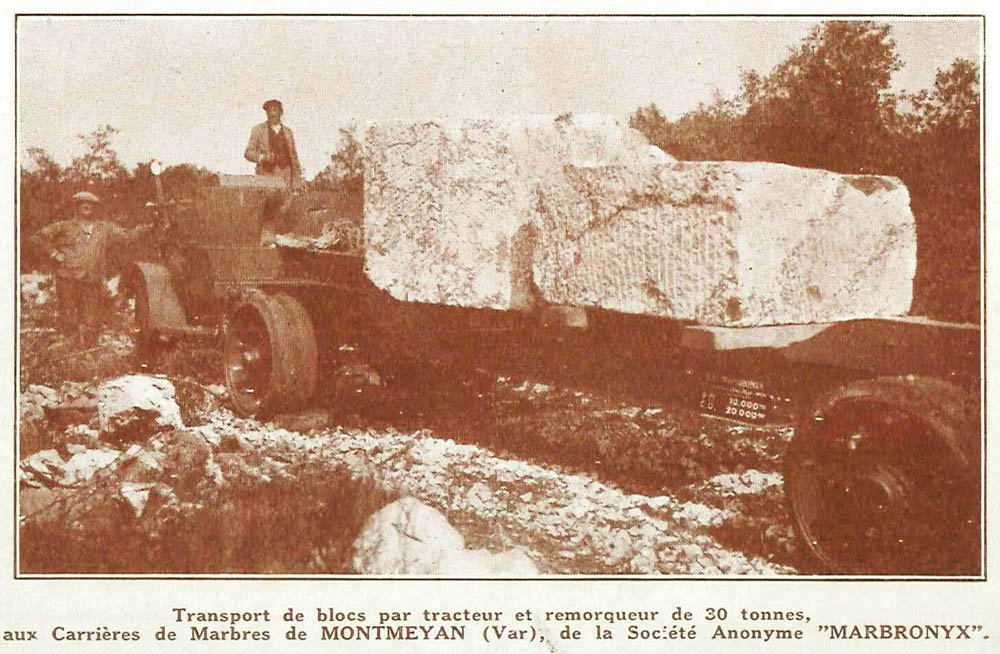
La carrière de marbre brèche.
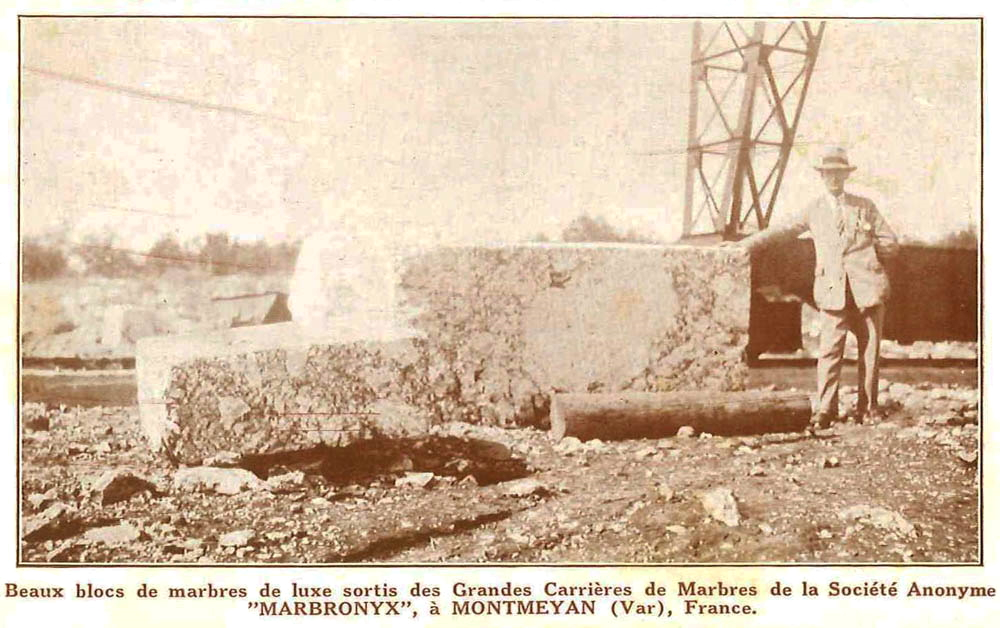
Extraction des blocs de marbre.
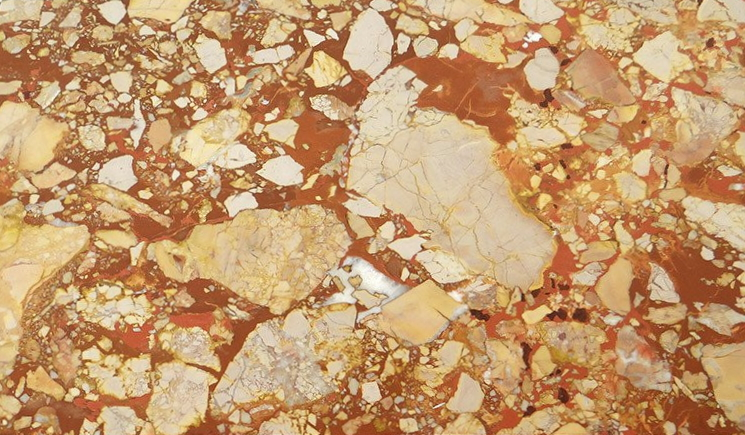
Plaque de marbre brèche de Montmeyan.

### Budget et fiscalité 2020
En 2020, le budget de la commune était constitué ainsi :
- total des produits de fonctionnement : 892 000 €, soit 1 610 € par habitant ;
- total des charges de fonctionnement : 73 000 €, soit 1 318 € par habitant ;
- total des ressources d'investissement : 565 000 €, soit 1 020 € par habitant ;
- total des emplois d'investissement : 346 000 €, soit 625 € par habitant ;
- endettement : 145 000 €, soit 261 € par habitant.

Avec les taux de fiscalité suivants :
- taxe d'habitation : 12,50 % ;
- taxe foncière sur les propriétés bâties : 13,50 % ;
- taxe foncière sur les propriétés non bâties : 72,00 % ;
- taxe additionnelle à la taxe foncière sur les propriétés non bâties : 0,00 % ;
- cotisation foncière des entreprises : 0,00 %.

Chiffres clés Revenus et pauvreté des ménages en 2018 : médiane en 2018 du revenu disponible, par unité de consommation : 18 220 €.

## Culture locale et patrimoine
Montmeyan célèbre l'oignon, symbole de la commune, le troisième dimanche de septembre,. Une foire paysanne s'installe pour l'occasion, avec concours du plus gros oignon et d'épouvantails, pissaladière géante et diverses animations,. D'autre part, la fête de la Saint-Léger a lieu le week-end de Pentecôte et la fête de Notre-Dame se déroule le dernier week-end du mois d'août.
Depuis 2004, Montmeyan est ville étape de la course cycliste des Boucles du Haut-Var. Cette compétition est devenue au fil des ans un véritable classique du début de saison amateur avec la présence de l'élite des équipes nationales françaises.
La commune de Montmeyan a obtenu le label de qualité de vie « Villes et villages fleuris ». Elle fait partie du Pays de la Provence Verte qui est labellisé « Pays d’art et d’histoire ». Sur ce territoire, les richesses à découvrir sont liées à la nature, à la culture et aux traditions. Dans le village, un circuit découverte est composé d’une dizaine de panneaux qui apportent un éclairage sur le patrimoine, l’histoire et les traditions locales. Ce circuit dure environ quarante cinq minutes.

Culture locale
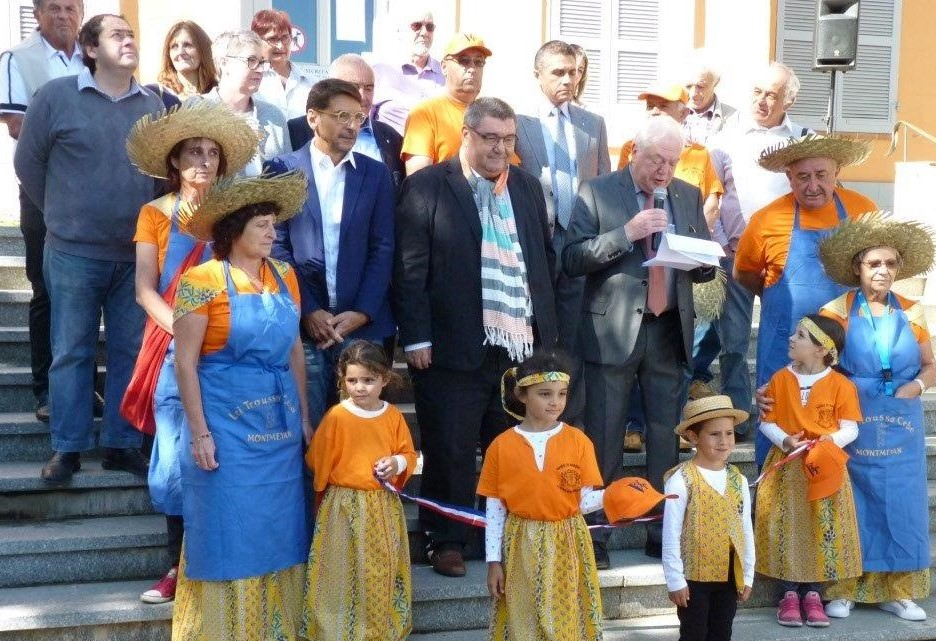
La foire à l'oignon, septembre 2017.
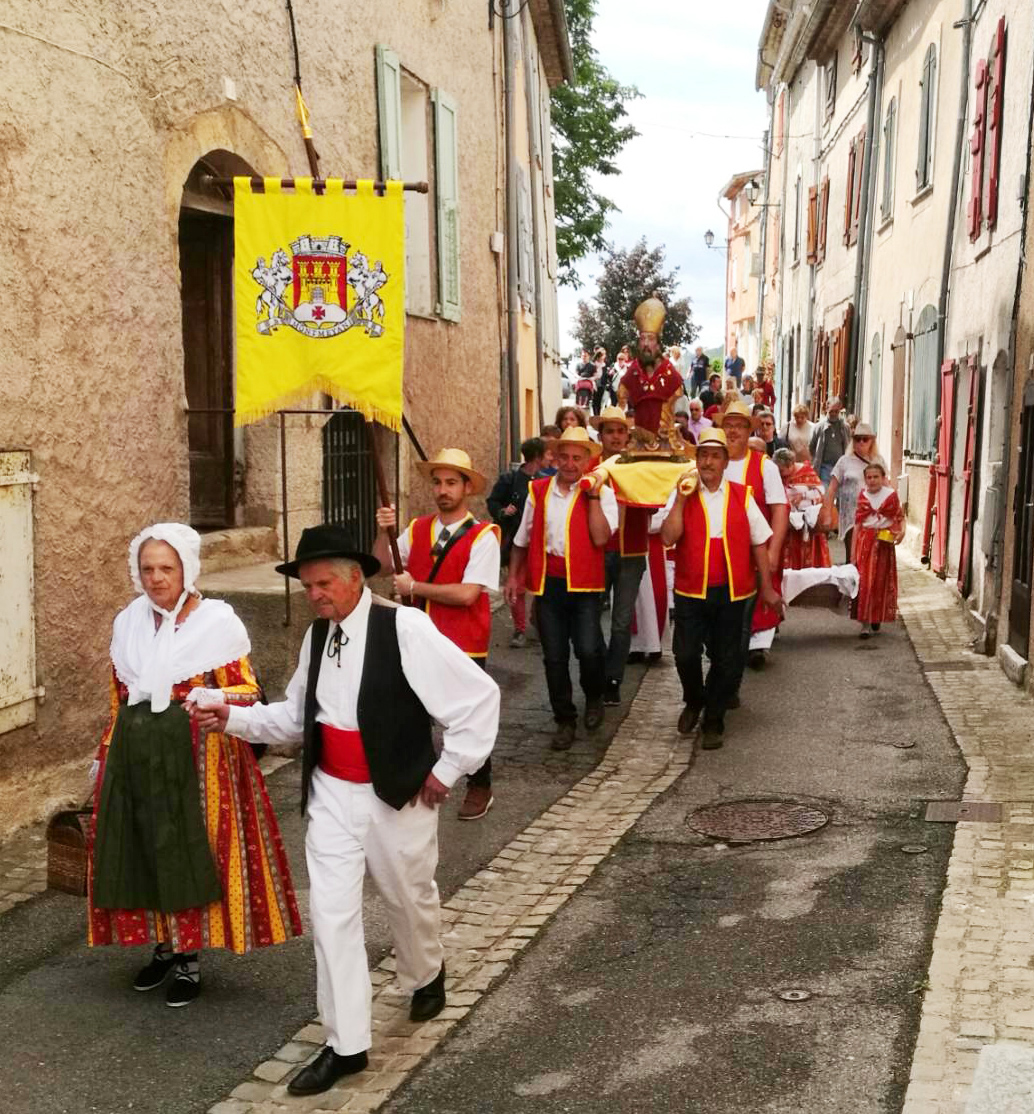
Procession de la Saint-Léger, 21 mai 2018.
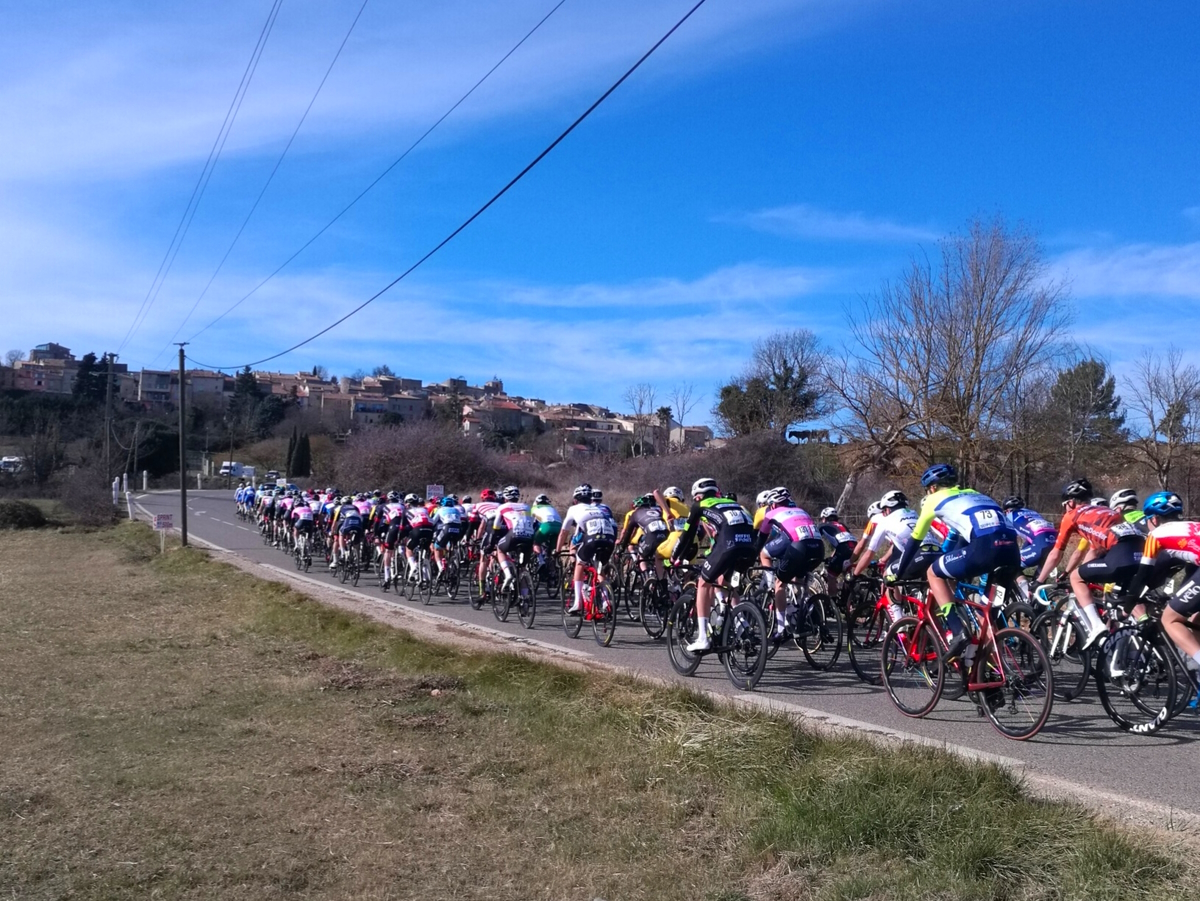
Les 20e Boucles du Haut-Var, 11 février 2023.
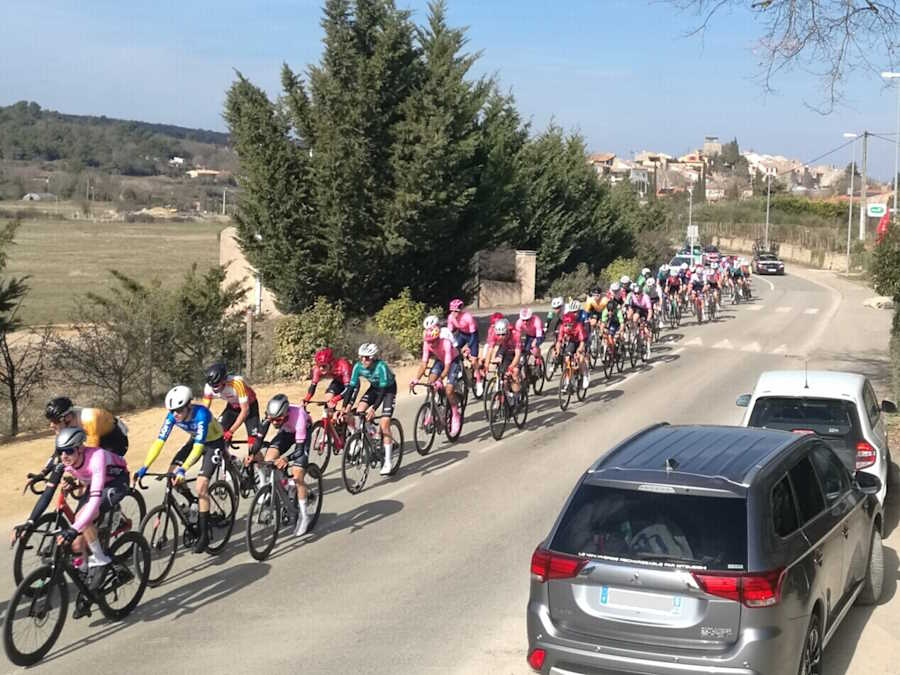
Les 22e Boucles du Haut-Var, 18 février 2025.

### Patrimoine civil
- Le village médiéval fortifié comporte des vestiges d'appareil défensif, notamment la tour Charlemagne (tour carrée à archères)[175], une porte d'enceinte et de nombreux éléments architecturaux qui remontent au XIIe siècle.
- Des maisons médiévales[176], dont celle située dans la rue du Couvent[177], datent du XIIe siècle.
- La tour carrée du Castelar[178], au sommet d’une aiguille rocheuse de La Grande Roquette[179], date du XIIe siècle ; elle domine les vestiges de l’église et du bourg castral de La Roquette (village abandonné au XVe siècle)[180].
- La maison commune[Note 24] est achevée en 1885 avec la nouvelle mairie[Note 25], l’école de garçons et l’école de filles[181]. Elle abrite aujourd’hui la mairie et la poste.
- Le château de l’Éouvière, édifice du XVIIIe siècle situé au sud du village, est devenu un camping caravaning.
- Le pont de Montmeyan-Quinson, arche ovoïde datée du XIIe siècle, est saboté par la Résistance en 1944 et reconstruit en 1945.
- L'aqueduc de Beau Rivé avec 89 m de longueur et dix arches en plein cintre, construit vers 1865 pour alimenter le canal du Verdon[182].
- Les deux tumuli de La Petite Roquette datent de l’âge du bronze et de l'âge du fer[183].
- Le dolmen de la Colle, dans le bois de Malassoque, date de l'âge du cuivre[184],[185],[186].
- L'abri Breuil, découvert en limite nord de la commune à l'Escourche près du Verdon, date du Paléolithique moyen[187],[Note 26].

Images anciennes
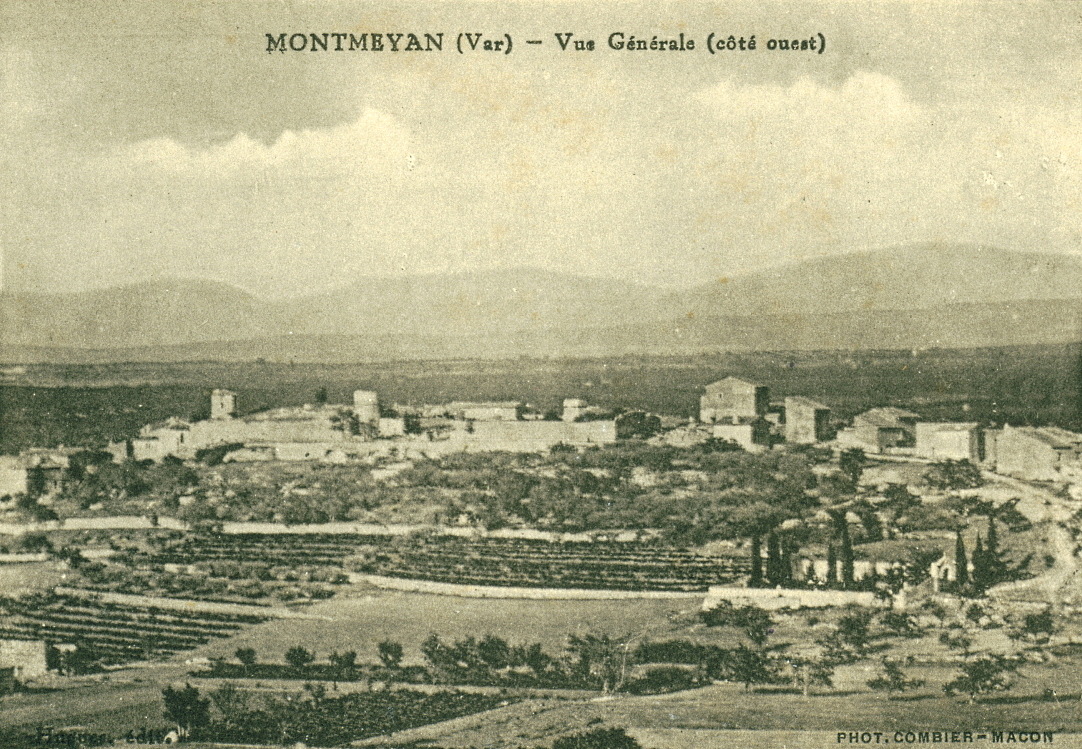
Côté ouest, 1905.
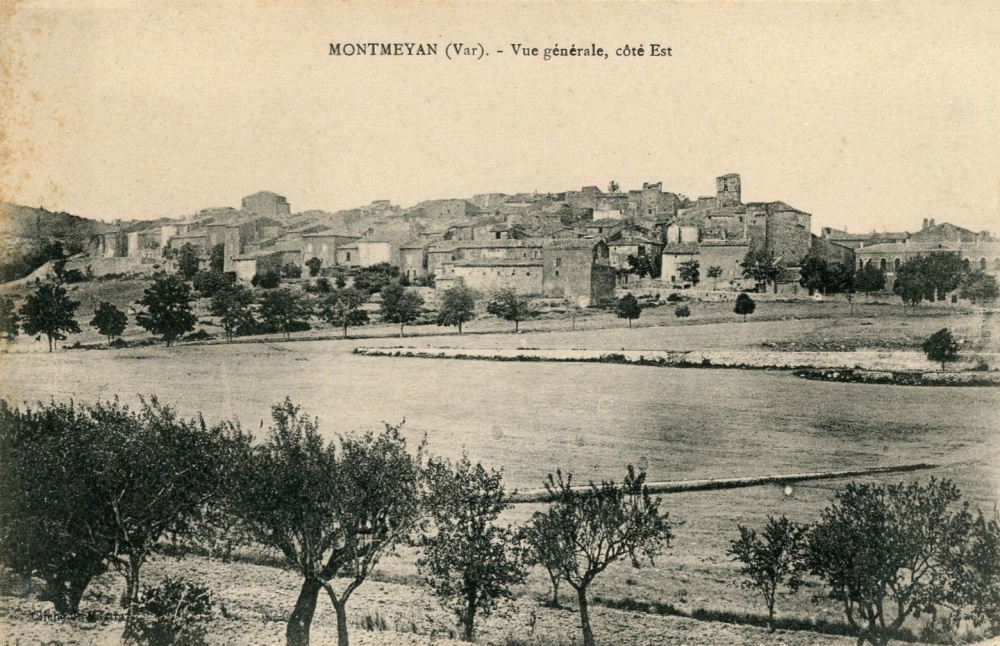
Côté est, 1905.
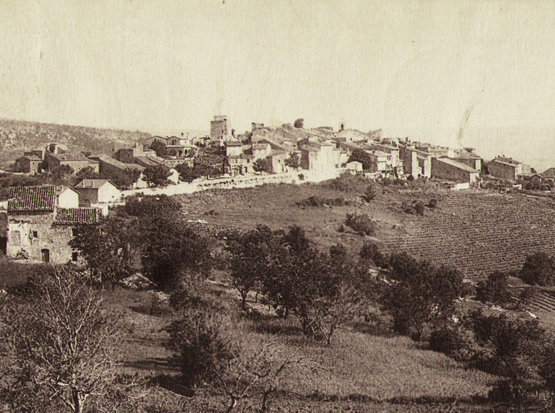
Côté sud, 1933.
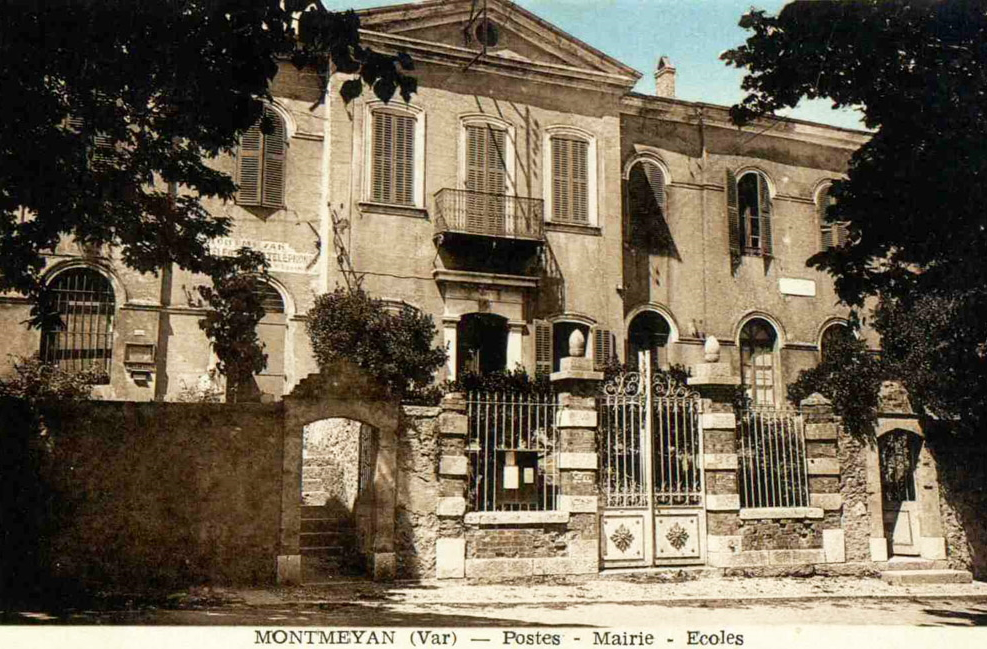
Ensemble « mairie-postes-écoles », 1910.
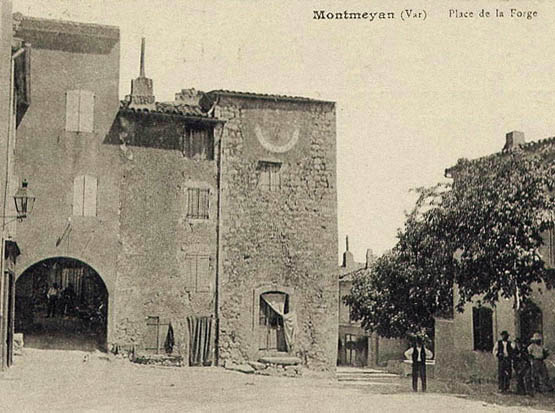
Place de la Forge, 1910.
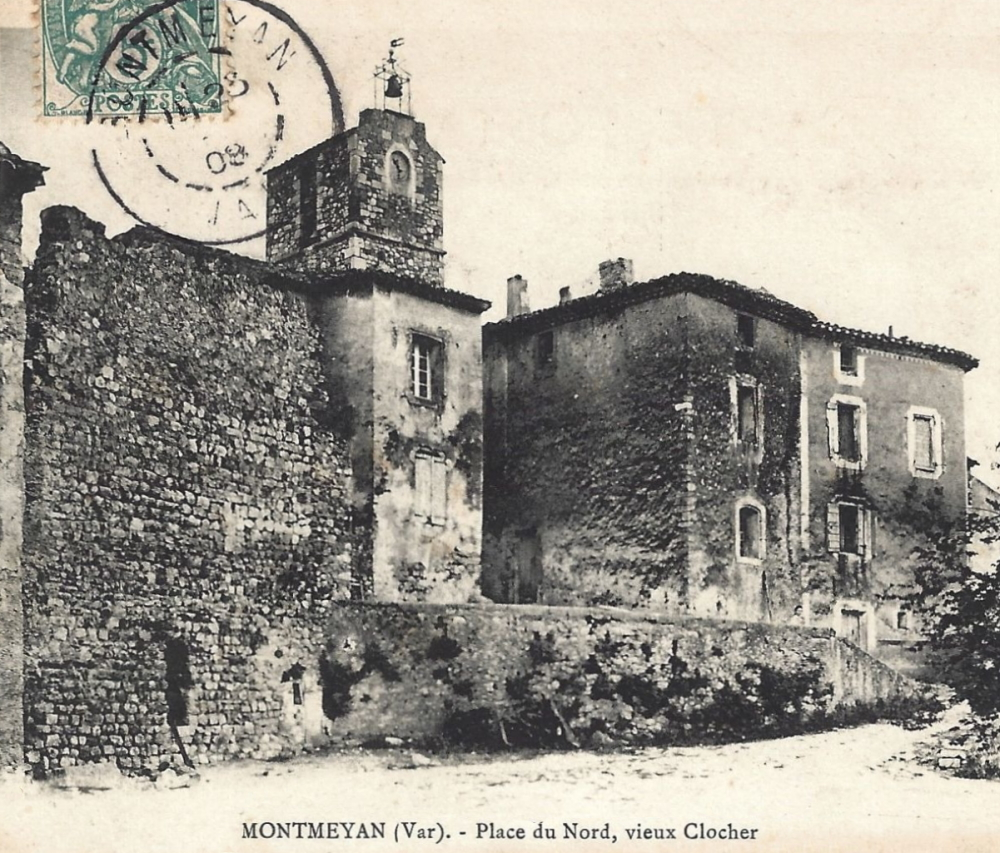
Place du Nord, 1905.
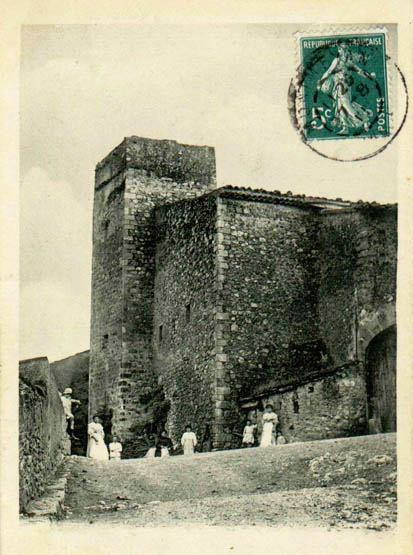
Tour Charlemagne du XIIe siècle, 1910.
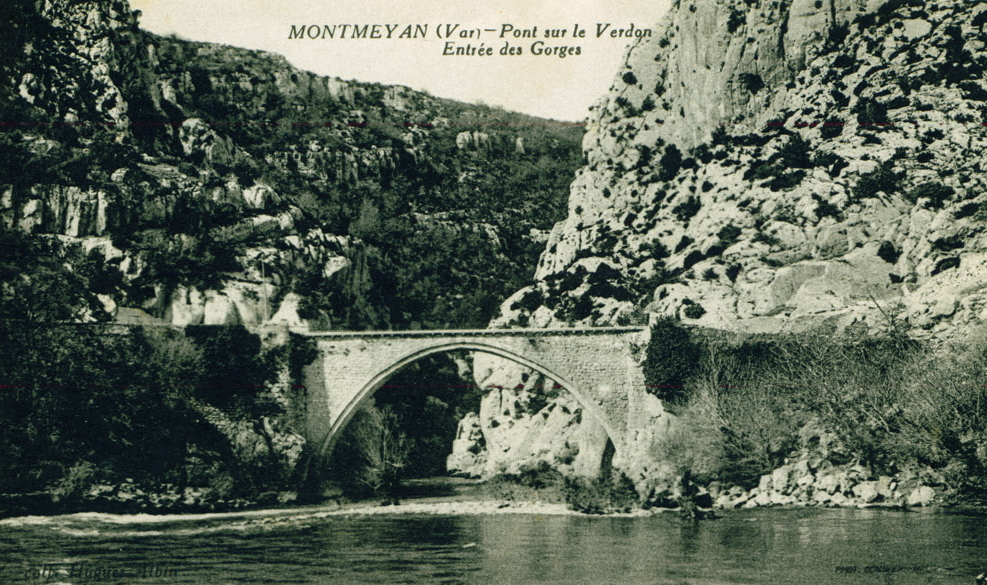
Pont de Montmeyan-Quinson du XIIe siècle, 1910.
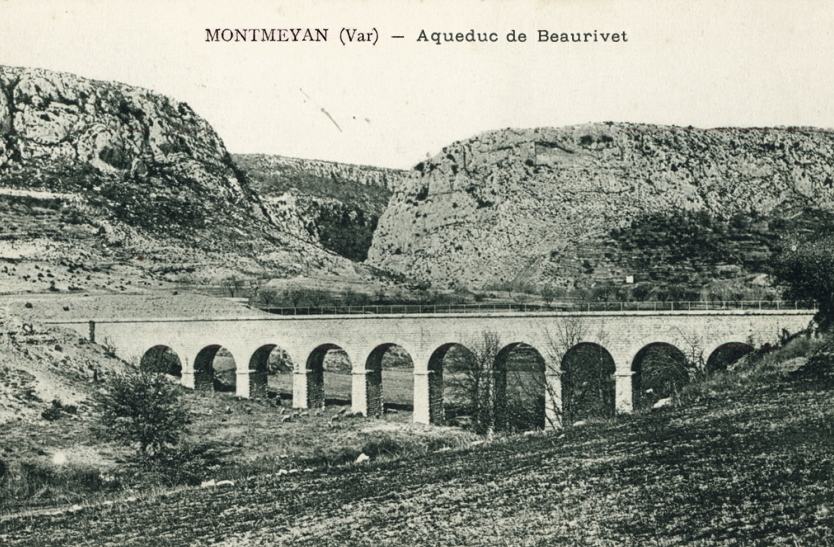
Aqueduc de Beau Rivé à la fin du XIXe siècle.

Patrimoine civil
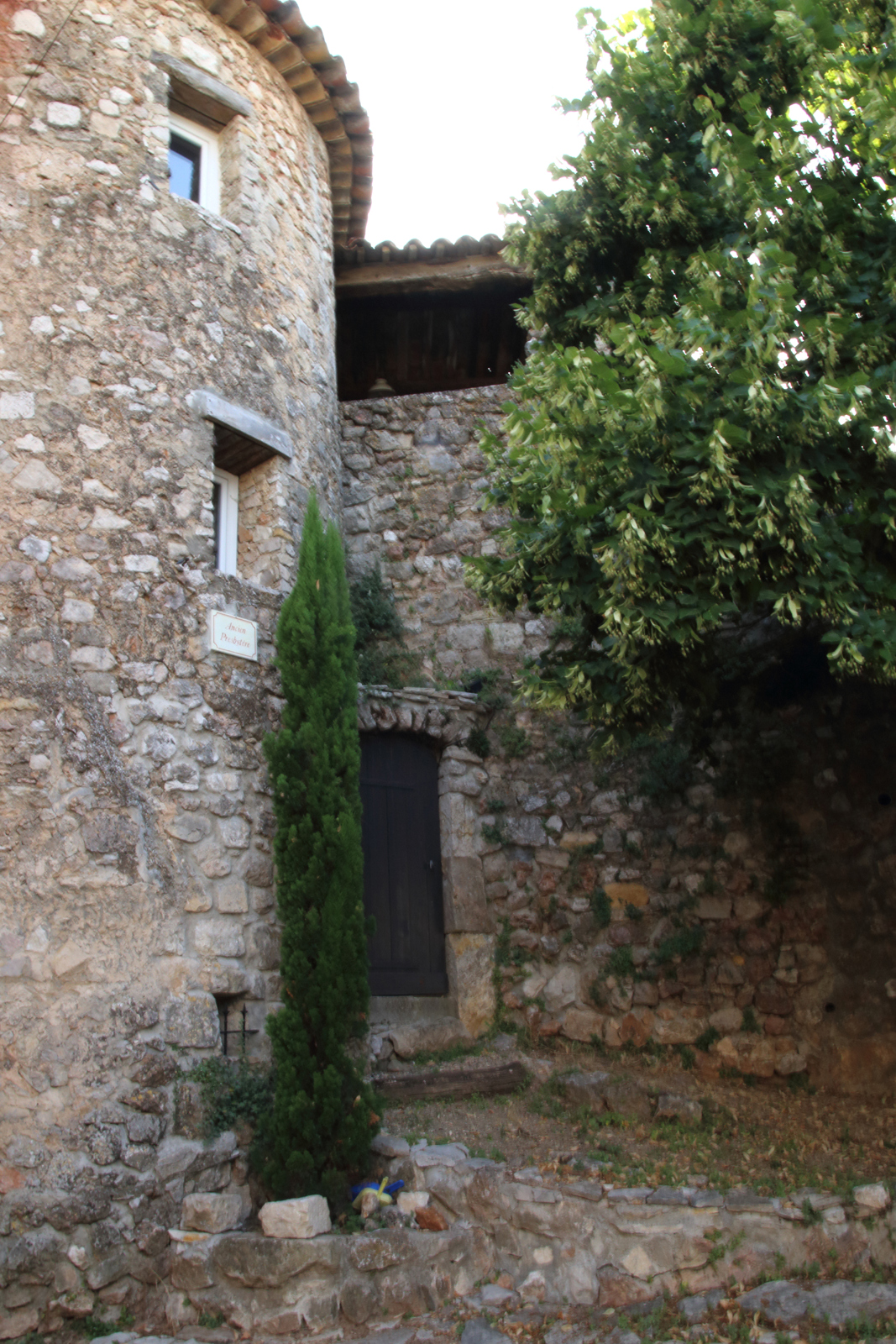
Tour d'angle sud-est du château, juillet 2015.
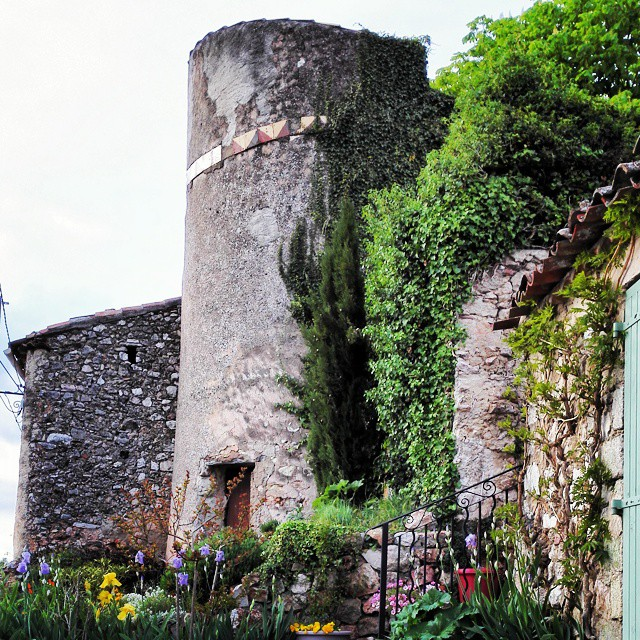
Tour d'angle sud-ouest du château, avril 2015.
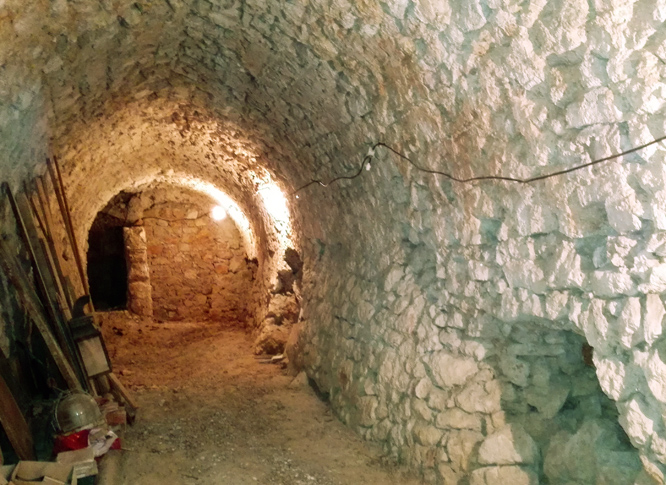
Passage qui reliait les deux tours d'angle sud du château, août 2016.
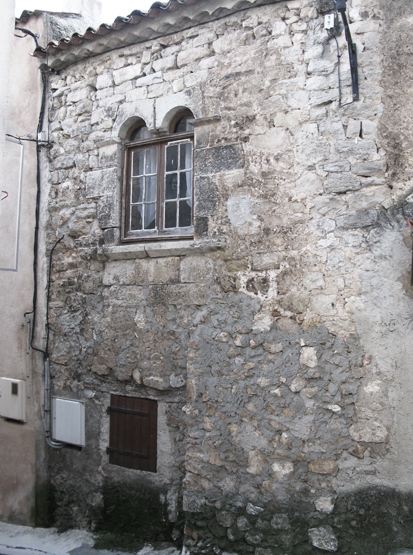
Maison médiévale du XIIe siècle, décembre 2010.
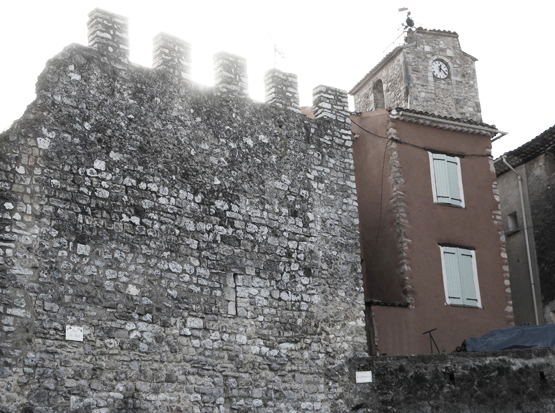
Remparts du XIIe siècle (courtine nord), décembre 2010.
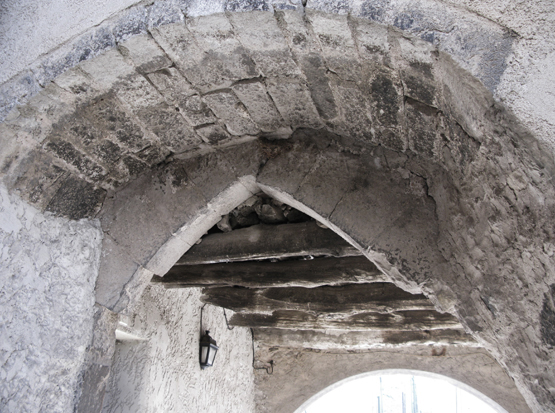
Porte d’enceinte du XIIe siècle (porte sud), décembre 2010.
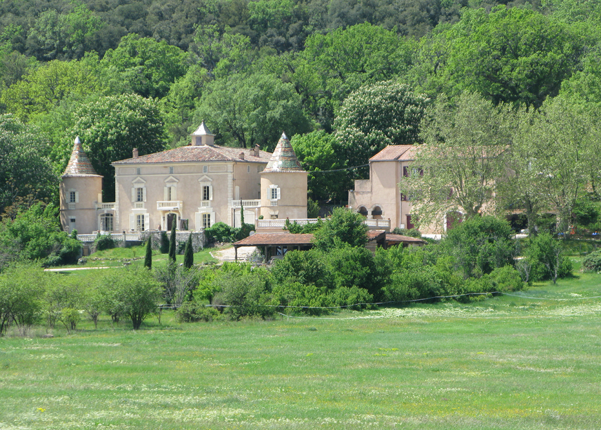
Château de l'Éouvière, mai 2008.
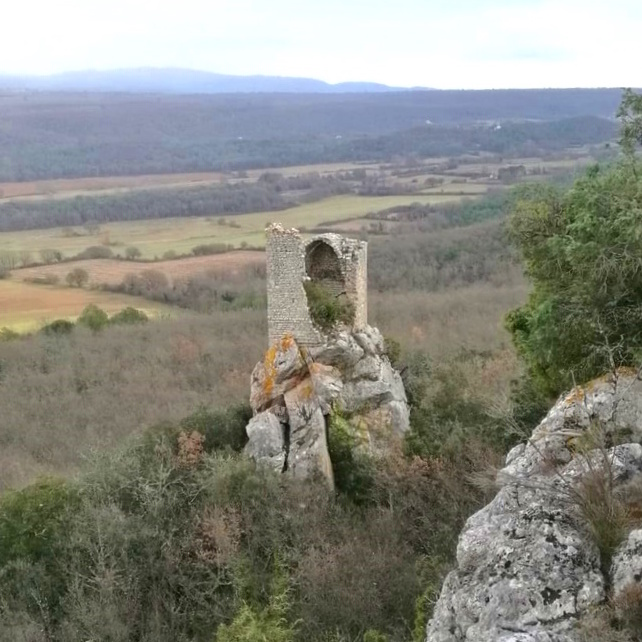
Tour du Castelar depuis le bois de Malassoque, janvier 2019.

### Patrimoine religieux
- L'église paroissiale Notre-Dame, d'architecture romane, date du XIIe siècle et est modifiée en 1510, 1675 et 1885[188] ; elle a un clocher carré à campanile[189],[190] avec horloge[191] et abrite une statue de la Vierge et de l’Enfant Jésus, œuvre de Dominique Molknecht[192]. Elle renferme également six objets mobiliers monuments historiques (statues, bustes reliquaires et tableaux)[193],[194],[Note 27].
- La chapelle du Saint-Esprit, sur un promontoire rocheux au sommet du village, date du XIIIe siècle ; intégrée dans une maison à trois niveaux - hôpital de l'ordre des Hospitaliers du Saint-Esprit jusqu'au XVIIe siècle - elle fut l’atelier du sculpteur Victor Nicolas au XXe siècle[195], puis est devenue propriété privée.
- Les Trois Croix, érigées sur un point culminant au carrefour des limites de Fox-Amphoux, Montmeyan et Tavernes, sont un ancien lieu de procession[196] ; on y trouve une table d’orientation.
- La croix de chemin à proximité du cimetière.
- Les oratoires Notre-Dame et Sainte-Anne.

Patrimoine religieux
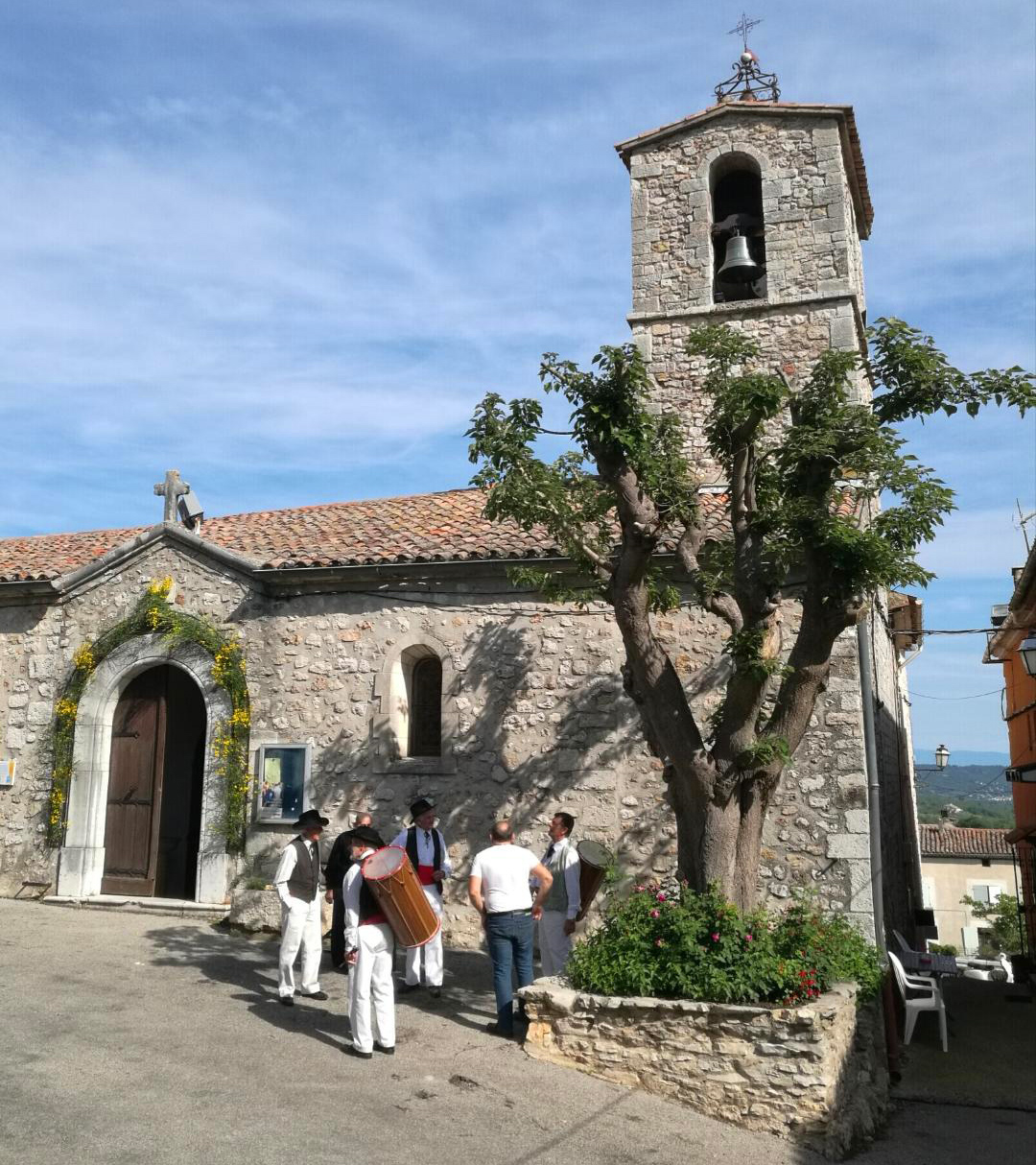
Église Notre-Dame, mai 2018.
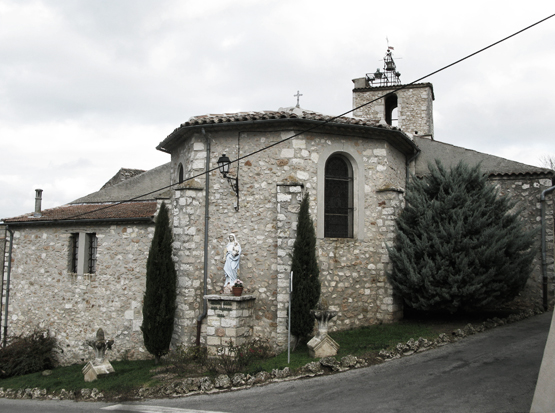
Abside de l'église Notre-Dame, décembre 2010.
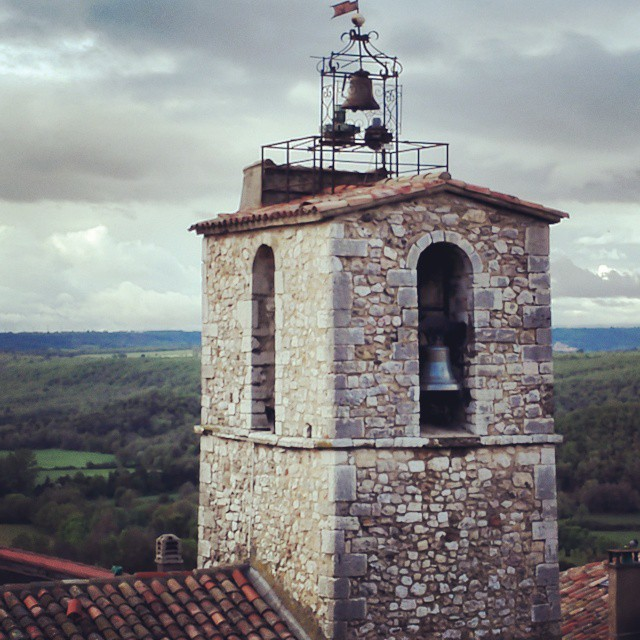
Clocher de l'église Notre-Dame, avril 2015.
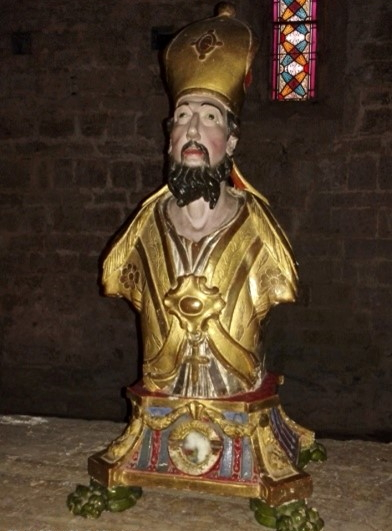
Buste reliquaire de saint Léger, septembre 2015.
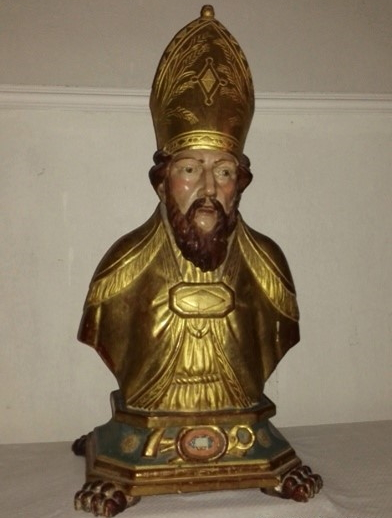
Buste reliquaire de saint Éloi, septembre 2015.
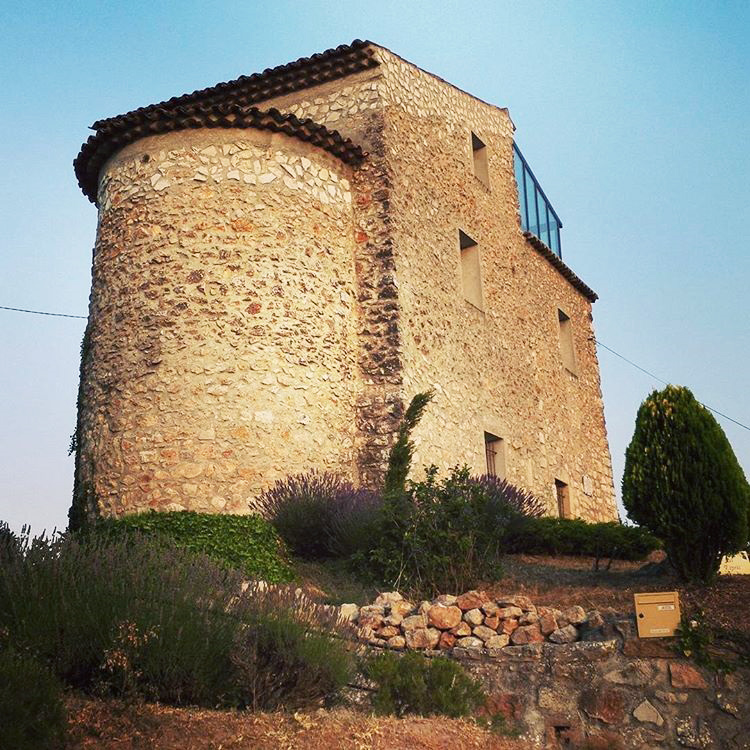
Ancienne chapelle du Saint-Esprit devenue l'atelier du sculpteur Victor Nicolas, juillet 2016.
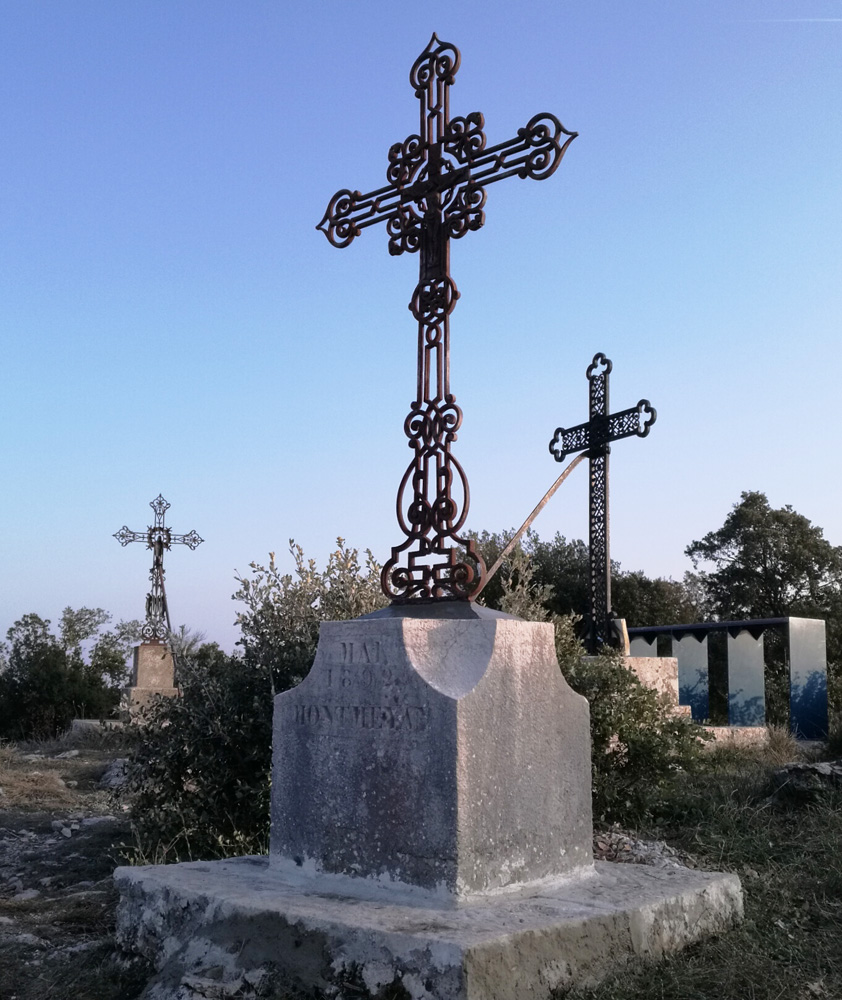
Les Trois Croix : celle de Montmeyan est au centre, mars 2017.
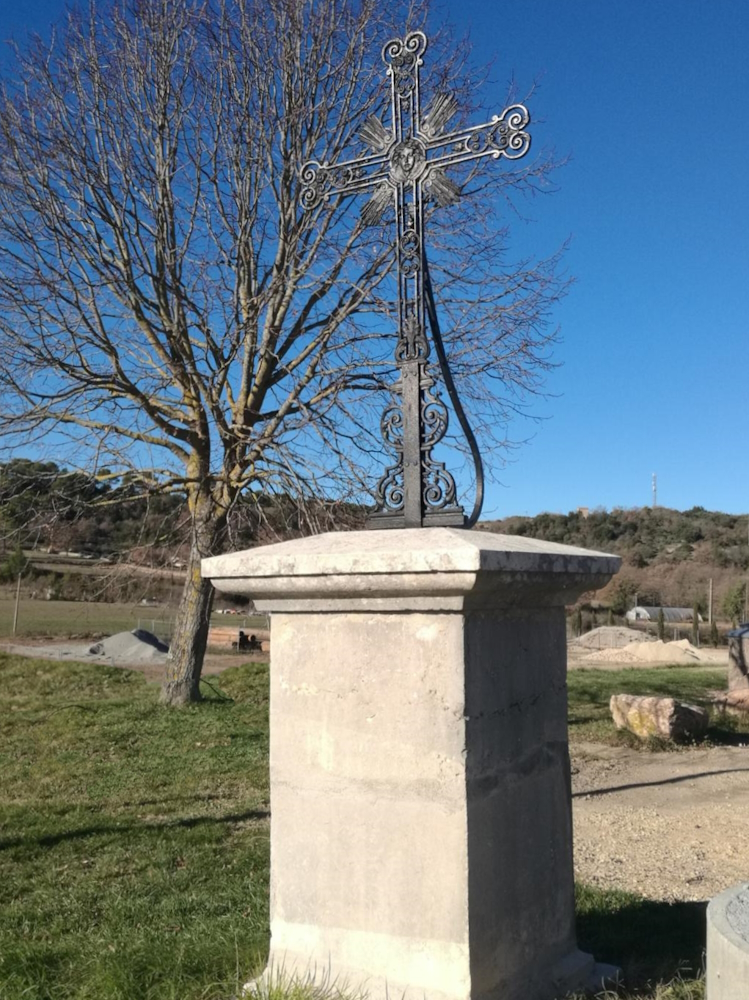
Croix de chemin près du cimetière, décembre 2023.
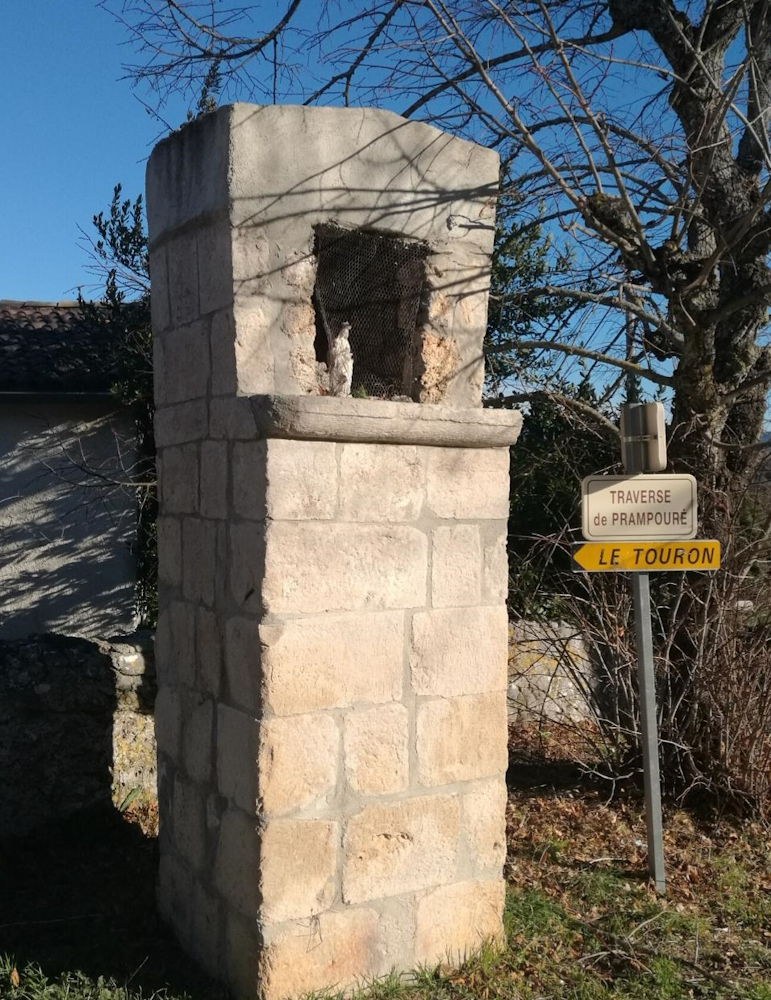
Oratoire Notre-Dame, décembre 2023.
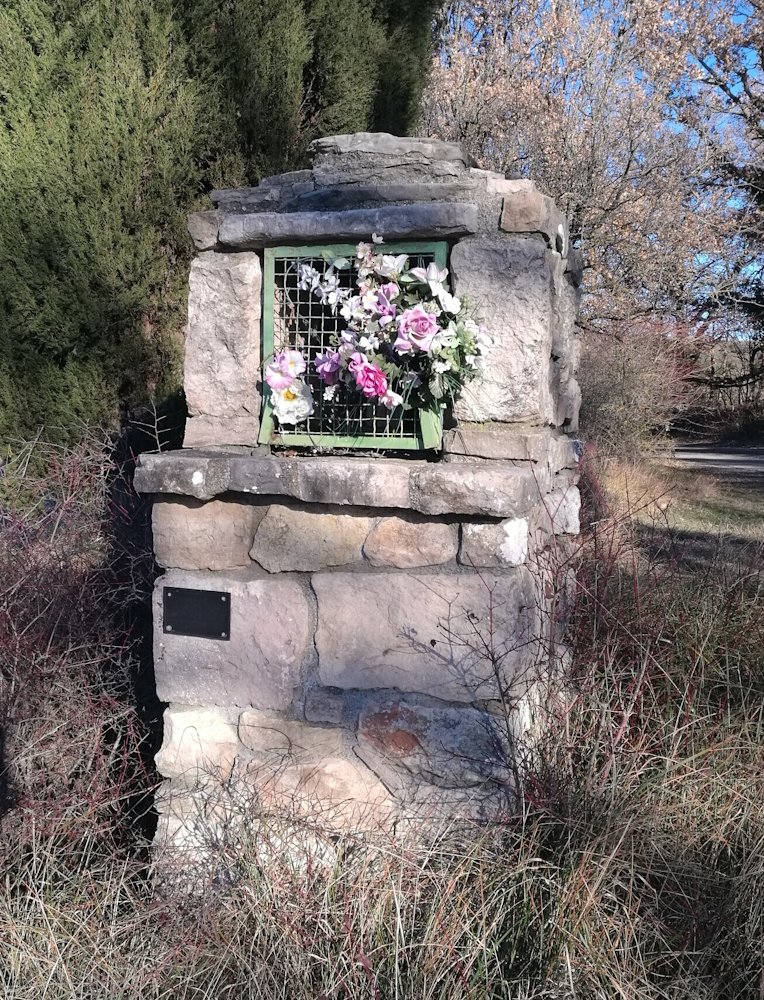
Oratoire Sainte-Anne, décembre 2023.

### Patrimoine mémoriel
- Le monument dédié aux Enfants de Montmeyan morts pour la France, élevé par souscription publique, a été inauguré le 23 octobre 1921[128],[197].

### Personnalités liées à la commune
- Saint Marcel (430-510), évêque de Die, est mort et enterré dans un monastère de La Roquette. Vers la fin du XIIe siècle, ses reliques avaient été transférées dans la commanderie de Saint-Maurice qui va l'abriter pendant presque deux siècles. En 1350, les reliques sont transférées dans la collégiale de Barjols.
- Rolland de Castellane (1560-1637), seigneur de Montmeyan, est viguier de Marseille en 1588 et en 1615[198], député de la noblesse de Provence aux états généraux de 1614[199] et gouverneur de Fréjus en 1624[200].
- Pierre Sicard (1825-1876), maire en 1848 et en 1851, est un acteur majeur de la résistance républicaine à Montmeyan[121].
- Henri Breuil (1877-1961) est un préhistorien qui a donné son nom à l’abri paléolithique découvert au nord de la commune près du Verdon.
- Victor Nicolas (1906-1979) est un sculpteur statuaire qui a réalisé de nombreux monuments dans le Var et les Alpes-Maritimes.
- Roger Taillefer (1907-1999) est un résistant qui a œuvré dans les réseaux de renseignements et de passeurs.
- Charles Michel (né en 1975), ancien président du Conseil européen, ancien Premier ministre belge, séjourne régulièrement dans la commune où se trouve une propriété familiale[201],[202].

### Héraldique
|  | La commune de Montmeyan porte : De gueules à un château donjonné de trois tours d’or, ouvert d’argent et hersé de sable, sur un mont aussi d’argent mouvant de la pointe et chargé d’une croix pattée de gueules. Ce blason est inspiré de celui enregistré par d’Hozier pour la commune, sans croix pattée, et au château uniquement donjonné de trois tourelles (Armorial d’Hozier, section Provence, t. II, page 1588). Les armes de Montmeyan se rapprochent de celles des Castellane, dont elles ne diffèrent que par la montagne parlante sur laquelle est placé le château. Cette famille posséda pendant très longtemps cette terre,. La croix pattée de gueules a été rajoutée par la municipalité pour différencier le blason de celui de Saint-Julien qui avait le même, et rappeler la présence protectrice de l'ordre du Temple (Délibération du conseil municipal du 1er juillet 1974). |